# Orobanche
Orobanche  L. 1753 è un genere di piante spermatofite dicotiledoni parassite appartenenti alla famiglia delle Orobanchaceae.

## Etimologia
Il nome del genere deriva da due termini greci òrobos (= legume) e anchéin (= strozzare) e indicano il carattere parassitario di buona parte delle piante del genere a danno delle Leguminose (nell'antica Grecia questo nome era usato per una pianta parassita della "veccia" - Vicia sativa).
Il nome scientifico del genere è stato proposto da Carlo Linneo (1707 – 1778), biologo e botanico svedese, considerato il padre della moderna classificazione scientifica degli organismi viventi, nella pubblicazione "Species Plantarum - 2" del 1753.

## Descrizione

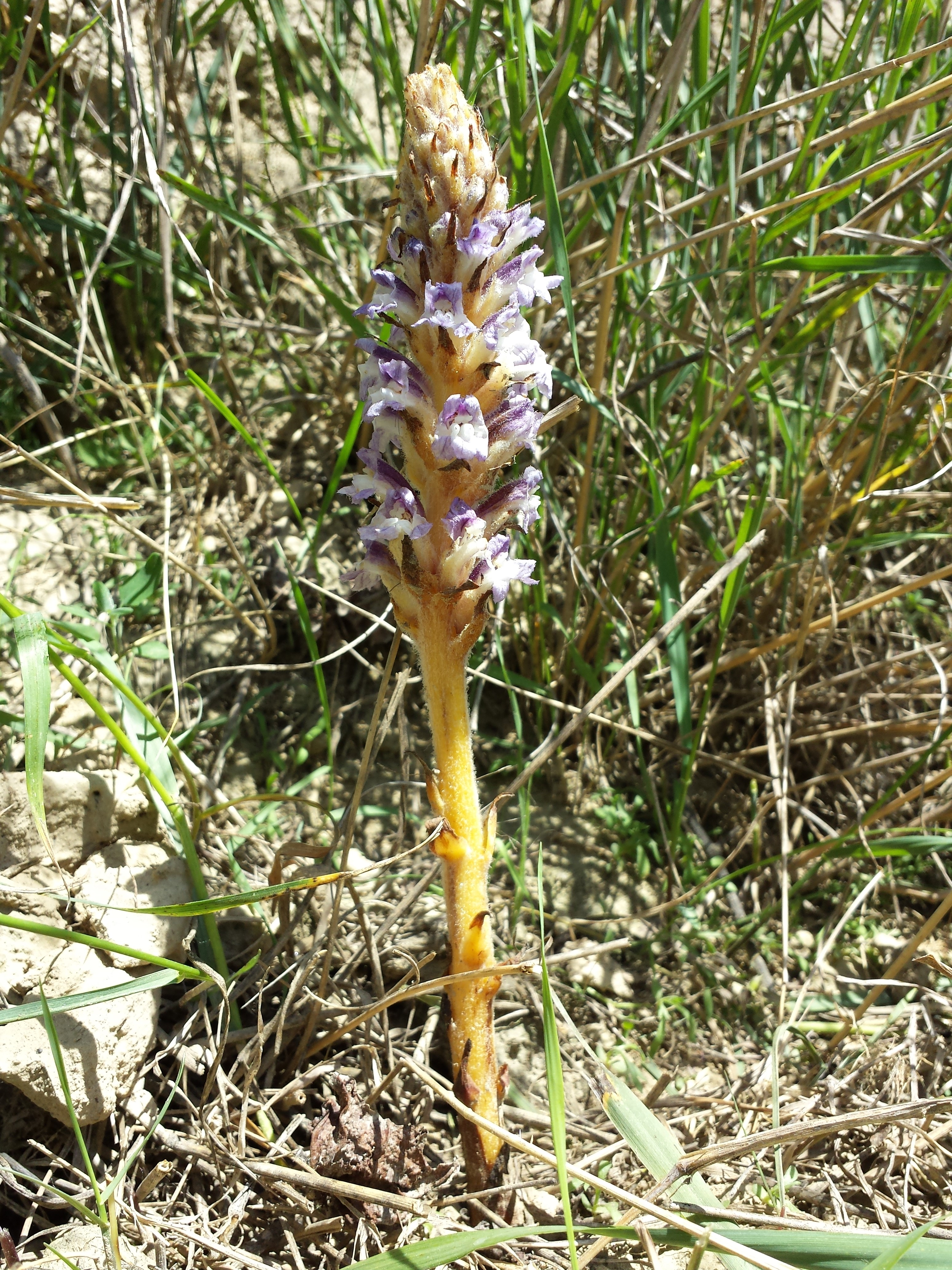
Habitat e habitus
(Orobanche coerulescens)

(I dati morfologici si riferiscono soprattutto alle specie europee e in particolare a quelle spontanee italiane.)
Le piante di questo genere sono alte da 1 a 5 dm (raramente superano i 60 cm). La forma biologica prevalente è terofita parassita (T par), ossia sono piante erbacee che differiscono dalle altre forme biologiche poiché, essendo annuali, superano la stagione avversa sotto forma di seme e sono munite di asse fiorale eretto e spesso privo di foglie. In questo genere sono presenti anche piante con forme biologiche perenni tipo geofite parassite (G par), e sono piante provviste di gemme sotterranee e radici provviste di organi specifici per nutrirsi della linfa di altre piante. Inoltre non contengono clorofilla per cui nel secco si colorano di bruno.

### Radici
Le radici sono fascicolate e si diramano da un bulbo o rizoma centrale. Nella parte finale sono provviste di austori succhianti che parassitano l'apparato radicale delle piante ospiti.

### Fusto
La parte aerea del fusto è eretta, sottile e ramificata o semplice; la forma in genere è cilindrica con un ingrossamento alla base. Gli scapi terminali sono sempre fioriferi (mai sterili). 

### Foglie
Le foglie sono scarse e ridotte a delle squame spiralate ed hanno delle forme generalmente lanceolate. Dimensioni delle foglie: larghezza 3 – 7 mm; lunghezza 7 – 30 mm.

### Infiorescenza

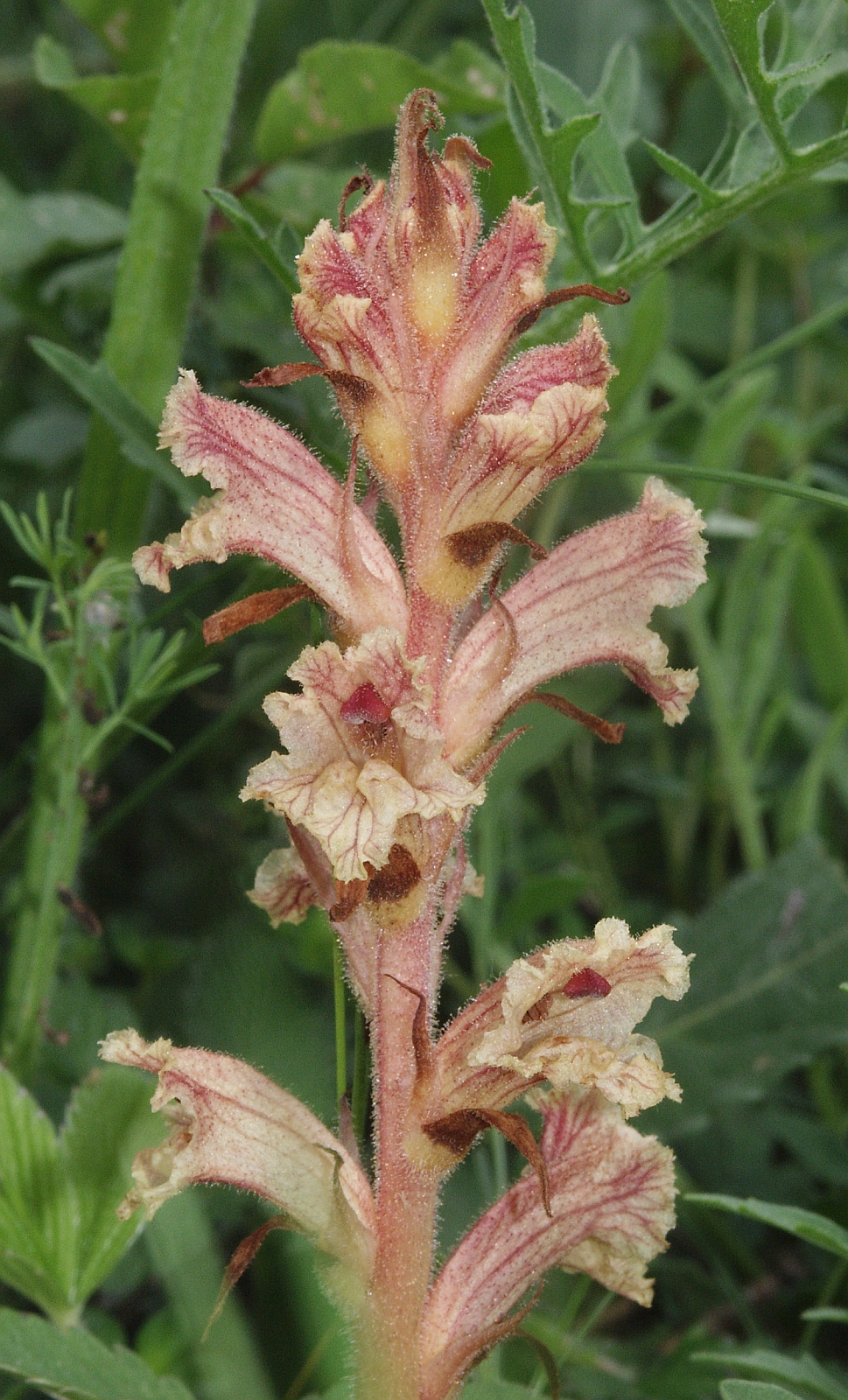
Infiorescenza
(Orobanche alba)

Le infiorescenze sono a forma di spiga o racemo lineare allungato con fiori ben distanziati oppure densamente raggruppati. Le brattee dell'infiorescenza sono del tipo ovato; in alcuni caso sono aristate. Dimensione dell'infiorescenza: larghezza 1 - 4,5 cm; lunghezza 5 – 20 cm. Dimensioni delle brattee: larghezza 1 – 6 mm; lunghezza 7 – 22 mm.

### Fiori

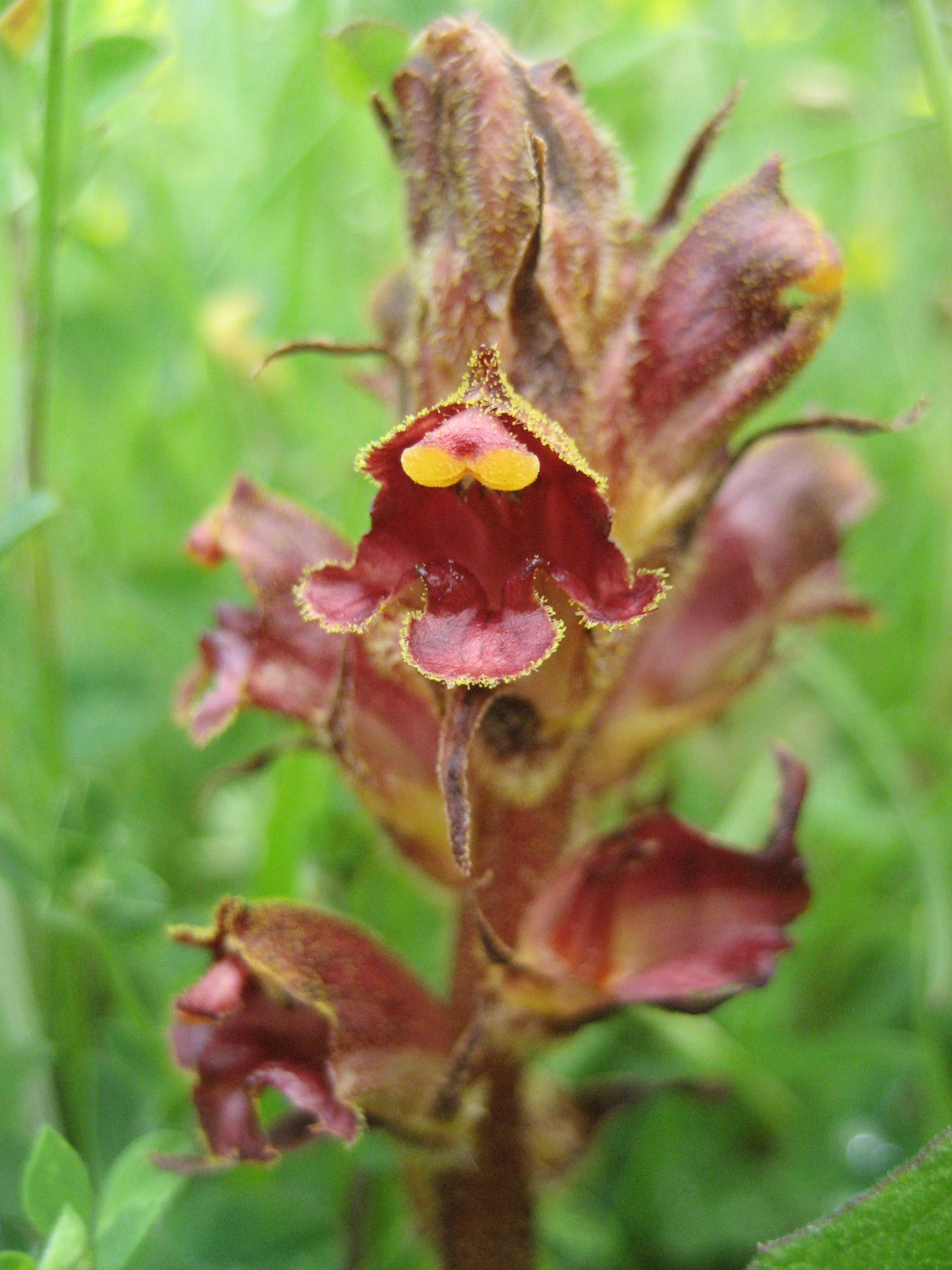
Il fiore
(Orobanche gracilis)

I fiori sono ermafroditi, zigomorfi (del tipo bilabiato), tetrameri, ossia con quattro verticilli (calice – corolla - androceo – gineceo) e pentameri (la corolla è a 5 parti, mentre il calice anch'esso a 5 parti spesso è ridotto).
- Formula fiorale: per questa pianta viene indicata la seguente formula fiorale:[6]

X, K (4/5), [C (2+3), A 2+2], G (2), (supero), capsula
- Calice: il calice è gamosepalo a 3 parti (sezione Orobache), ossia quattro sepali saldati 2 a 2 tipo lacinie ben separate o collegate alla base, più una brattea centrale, oppure a 5 parti (sezione Trionychon), ossia una brattea centrale, quattro sepali saldati 2 a 2 a forma triangolare lunghi il doppio della loro larghezza alla base, più una bratteola per lato. Sulla superficie del calice sono presenti delle venature. Lunghezza del calice: 5 – 15 mm.
- Corolla: la corolla, di tipo personato, è simpetala e consiste in un tubo cilindrico terminante in un lembo bilabiato; dei due labbri quello superiore è più o meno intero, mentre quello inferiore può essere trilobato con lobi più o meno uguali fra di loro; in alcune specie è cigliato. La superficie della corolla è pubescente per peli ghiandolosi oppure glabra. I colori variano dal giallo-bruno all'arancio-violetto. Lunghezza della corolla: 10 – 32 mm.
- Androceo: l'androceo possiede quattro stami didinami (due grandi e due piccoli). I filamenti sono glabri o pelosi e sono inseriti più o meno alla base della corolla. Le antere, glabre o pubescenti, a forma oblunga, sono disposte trasversalmente e sono provviste di due logge più o meno uguali. Le sacche polliniche hanno l'estremità inferiore a forma di freccia.[7]
- Gineceo: l'ovario è supero formato da due (o raramente tre) carpelli ed è uniloculare; le placente sono due o quattro di tipo parietale, a volte unite al centro e portanti un numero molto elevato di ovuli. Lo stilo è del tipo filiforme; lo stigma è capitato o del tipo a 2 - 4 lobi ed è colorato di biancastro o più o meno azzurro-violetto o altri colori.

### Frutti
Il frutto è una capsula loculicida a forma più o meno ovoidale. I semi, molti e minuti dalle dimensioni quasi microscopiche, contengono un embrione rudimentale indifferenziato e composto da poche cellule; sono colorati di nero. Dimensione della capsula: 7 – 12 mm.

## Riproduzione
- Impollinazione: l'impollinazione avviene tramite insetti (impollinazione entomogama).
- Riproduzione: la fecondazione avviene fondamentalmente tramite l'impollinazione dei fiori (vedi sopra).
- Dispersione: i semi cadendo a terra (dopo essere stati trasportati per alcuni metri dal vento – disseminazione anemocora) sono successivamente dispersi soprattutto da insetti tipo formiche (disseminazione mirmecoria).

## Biologia
Queste piante non contengono clorofilla per cui possiedono organi specifici per nutrirsi della linfa di altre piante. Le loro radici infatti sono provviste di uno o più austori connessi alle radici ospiti per ricavare sostanze nutritive. Inoltre il parassitismo delle specie di Orobanche è tale per cui anche i semi per germogliare hanno bisogno della presenza delle radici della pianta ospite; altrimenti le giovani piantine sono destinate ad una precoce degenerazione.
Nella seguente tabella sono indicate le piante ospiti delle Orobanche della flora spontanea italiana.
| Famiglia ospite    | Genere ospite         | Orobanche |
| ------------------ | --------------------- | --- |
| Apiaceae           | Daucus                | Orobanche artemisiae-campestris Gaudin |
| Apiaceae           | Eryngium              | Orobanche amethystea Thuill. Orobanche canescens C. Presl |
| Apiaceae           | Laserpitium           | Orobanche chironii Lojac. |
| Apiaceae           | Opopanax              | Orobanche chironii Lojac. |
| Apiaceae           | Orlaya                | Orobanche artemisiae-campestris Gaudin |
| Apiaceae           | (altri generi)        | Orobanche schultzii Mutel Orobanche pubescens d'Urv. |
| Araliaceae         | Hedera                | Orobanche hederae Duby |
| Asteraceae         | Adenostyles           | Orobanche flava F. W. Schultz |
| Asteraceae         | Tussilago - Petasites | Orobanche flava F. W. Schultz |
| Asteraceae         | Helichrysum           | Orobanche artemisiae-campestris Gaudin |
| Asteraceae         | Artemisia             | Orobanche denudata Moris Orobanche purpurea Jacq. Orobanche cernua Loefl. Orobanche artemisiae-campestris Gaudin                                                                                       |
| Asteraceae         | Achillea              | Orobanche purpurea Jacq. |
| Asteraceae         | Carduus - Cirsium     | Orobanche reticulata Wallr. |
| Asteraceae         | Centaurea             | Orobanche elatior Sutton |
| Asteraceae         | Picris                | Orobanche artemisiae-campestris Gaudin |
| Asteraceae         | (altri generi)        | Orobanche purpurea Jacq. Orobanche densiflora Salzm. Orobanche cernua Loefl. Orobanche amethystea Thuill. Orobanche canescens C. Presl Orobanche artemisiae-campestris Gaudin Orobanche elatior Sutton |
| Berberidaceae      | Berberis              | Orobanche lucorum F. W. Schultz |
| Cistaceae          | Cistus                | Orobanche gracilis Sm. |
| Dipsacaceae        | (generi vari)         | Orobanche reticulata Wallr. |
| Fabaceae           | Aspalathus            | Orobanche alsatica Kirschl. |
| Fabaceae           | Lotus                 | Orobanche densiflora Salzm. Orobanche sanguinea C. Presl |
| Fabaceae           | Medicago              | Orobanche lutea Baumg. |
| Fabaceae           | Trifolium             | Orobanche minor Sm. Orobanche lutea Baumg. |
| Fabaceae           | (altri generi)        | Orobanche crenata Forssk. Orobanche densiflora Salzm. Orobanche rapum-genistae Thuill. Orobanche gracilis Sm. Orobanche variegata Wallr.                                                               |
| Lamiaceae          | Teucrium              | Orobanche teucrii Holandre |
| Lamiaceae          | Ballota               | Orobanche amethystea Thuill. |
| Lamiaceae          | Thymus                | Orobanche alba Stephan ex Willd. |
| Lamiaceae          | Rosmarinus            | Orobanche lavandulacea Rchb. |
| Lamiaceae          | Salvia                | Orobanche salviae F. W. Schultz |
| Oxalidaceae        | Oxalis                | Orobanche nana (Reut) Beck |
| Ranunculaceae      | Thalictrum            | Orobanche elatior Sutton |
| Rosaceae           | Rubus                 | Orobanche lucorum F. W. Schultz Orobanche denudata Moris |
| Rubiaceae          | (generi vari)         | Orobanche clausonis Pomel Orobanche caryophyllacea Sm. |
| (piante coltivate) | (generi vari)         | Orobanche ramosa L. Orobanche schultzii Mutel Orobanche cernua Loefl. Orobanche crenata Forssk. |

## Distribuzione e habitat
Le specie di questo genere sono distribuite in Europa, nell'areale mediterraneo, nell'Asia settentrionale e nel Nord America, con la maggiore diversità di specie (circa un centinaio di specie) in Europa.

### Distribuzione alpina
Delle specie spontanee in Italia la maggioranza sono quelle che vivono sull'arco alpino. La tabella seguente mette in evidenza alcuni dati relativi all'habitat, al substrato e alla distribuzione delle specie alpine.
| Specie | Comunità vegetali | Piani vegetazionali         | Substrato  | pH     | Livello trofico | H2O   | Ambiente    | Zona alpina                    | Forma del fiore |
| --- | ----------------- | --------------------------- | ---------- | ------ | --------------- | ----- | ----------- | ------------------------------ | --------------- |
| O. alba | 9                 | subalpino montano collinare | Ca - Si    | neutro | medio           | secco | F2          | tutto l'arco alpino            |                 |
| O. alsatica | 11                | montano collinare           | Ca         | basico | basso           | secco | F7 G4 I1 I3 | CO TN                          |                 |
| O. amethystea | 9                 | montano collinare           | Ca         | basico | medio           | arido | F2          | TO CN SO                       |                 |
| O. arenaria | 9                 | montano collinare           | Ca - Si    | neutro | basso           | arido | C2 F2       | TO AO VA SO BS BZ              |                 |
| O. artemisiae-campestris | 9                 | montano collinare           | Ca - Si    | neutro | medio           | arido | F2          | CN AO CO SO BS TN BL           |                 |
| O. caryophyllacea | 9                 | montano collinare           | Ca - Ca/Si | basico | basso           | secco | F2          | tutto l'arco alpino            |                 |
| O. cernua | 9                 | collinare                   | Ca - Si    | neutro | basso           | arido | F2          | AO                             |                 |
| O. crenata | 2                 | montano collinare           | Ca - Si    | neutro | alto            | medio | B1 B7       | BZ                             |                 |
| O. elatior | 9                 | montano collinare           | Ca - Si    | neutro | medio           | secco | F2 F3 F7    | BZ                             |                 |
| O. flava | 3                 | montano collinare           | Ca - Si    | neutro | alto            | medio | B5 C3       | Alpi orientali                 |                 |
| O. gracilis | 9                 | montano collinare           | Ca - Ca/Si | basico | basso           | secco | F2          | tutto l'arco alpino (escl. AO) |                 |
| O. hederae | 14                | collinare                   | Ca - Si    | neutro | medio           | medio | B7 G4       | tutto l'arco alpino (escl. BL) |                 |
| O. laserpitii-sileris | 11                | subalpino montano collinare | Ca - Ca/Si | neutro | basso           | arido | F5 F7       | Alpi orientali                 |                 |
| O. lucorum | 13                | montano                     | Ca - Si    | neutro | alto            | medio | B6 G4 I2    | Alpi centro-orientali          |                 |
| O. lutea | 11                | montano collinare           | Ca - Ca/Si | basico | basso           | secco | F2 F7       | CO BS TN                       |                 |
| O. minor | 11                | collinare                   | Ca - Ca/Si | basico | alto            | secco | B2 F3       | più o meno tutto l'arco alpino |                 |
| O. mutelii | 2                 | collinare                   | Ca         | basico | alto            | arido | B2 B7 F2    | TN                             |                 |
| O. nana | 9                 | collinare                   | Ca         | basico | medio           | arido | B2          | TN                             |                 |
| O. purpurea | 9                 | montano collinare           | Ca - Si    | neutro | basso           | secco | F2          | più o meno tutto l'arco alpino |                 |
| O. ramosa | 2                 | collinare                   | Ca - Si    | neutro | alto            | medio | B1 B2       | TO AO VC NO CO SO BS VR        |                 |
| O. rapum-genistae | 12                | montano collinare           | Si         | acido  | medio           | secco | G4 I2       | Alpi centro-occidentali        |                 |
| O. reticulata | 9                 | subalpino montano           | Ca         | basico | medio           | secco | C3 F2 F5    | Alpi centro-orientali          |                 |
| O. salviae | 14                | montano                     | Ca - Si    | neutro | alto            | medio | I2          | più o meno tutto l'arco alpino |                 |
| O. teucrii | 9                 | subalpino montano           | Ca - Ca/Si | basico | basso           | arido | F2          | più o meno tutto l'arco alpino |                 |
| O. variegata | 9                 | collinare                   | Ca - Ca/Si | basico | basso           | arido | F2 G3       | IM CN                          |                 |
| Legenda e note alla tabella. Substrato con “Ca/Si” si intendono rocce di carattere intermedio (calcari silicei e simili); vengono prese in considerazione solo le zone alpine del territorio italiano (sono indicate le sigle delle province). Comunità vegetali: 2 = comunità terofitiche pioniere nitrofile; 3 = comunità delle fessure, delle rupi e dei ghiaioni; 9 = comunità a emicriptofite e camefite delle praterie rase magre secche; 11 = comunità delle macro- e megaforbie terrestri; 12 = comunità delle lande di arbusti nani e delle torbiere; 13 = comunità arbustive; 14 = comunità forestali. Ambienti: B1 = campi, colture e incolti; B2 = ambienti ruderali; scarpate; B5 = rive, vicinanze corsi d'acqua; B6 = tagli rasi forestali, schiarite, strade forestali; B7 = parchi, giardini, terreni sportivi; C2 = rupi, muri e ripari sotto roccia; C3 = ghiaioni, morene e pietraie; F2 = praterie rase, prati e pascoli dal piano collinare al subalpino; F3 = prati e pascoli mesofili e igrofili; F5 = praterie rase subalpine e alpine; F7 = margini erbacei dei boschi; G3 = macchie basse; G4 = arbusteti e margini dei boschi; I1 = boschi di conifere; I2 = boschi di latifoglie; I3 = querceti submediterranei. |                   |                             |            |        |                 |       |             |                                |                 |

## Tassonomia
La famiglia di appartenenza della specie (Orobanchaceae) comprende soprattutto piante erbacee perenni e annuali semiparassite (ossia contengono ancora clorofilla a parte qualche genere completamente parassita) con uno o più austori connessi alle radici ospiti. È una famiglia abbastanza numerosa con circa 60 - 90 generi e oltre 1700 - 2000 specie (il numero dei generi e delle specie dipende dai vari metodi di classificazione) distribuiti in tutti i continenti, ma in prevalenza nell'Emisfero Boreale e in particolare nelle regioni temperate e calde del Vecchio Mondo.
La classificazione del genere Orobanche è problematica in quanto le varie specie differiscono una dall'altra per piccoli caratteri come la ramosità, la forma delle foglie-squame, ma soprattutto nella forma del calice-corolla e per i vari colori delle parti floreali che presto tendono al bruno appena la pianta "entra" nel secco. Molte specie hanno una grande specificità dell'apparato radicale per cui una certa distinzione è possibile tramite l'individuazione della pianta parassitata (vedi il paragrafo "Biologia"). Il genere è suddiviso in sezioni i cui caratteri distintivi sono soprattutto incentrati nella morfologia del calice (la forma dei denti calicini o la presenza o no di bratteole). L'identificazione delle varie specie è aggravata anche dall'inevitabile evoluzione dei nomi di genere e di specie. Ad esempio la sect. Kopsia (non presente in Italia) un tempo era denominata come genere Phelipaea. (vedi il paragrafo "Sinonimi")

### Filogenesi

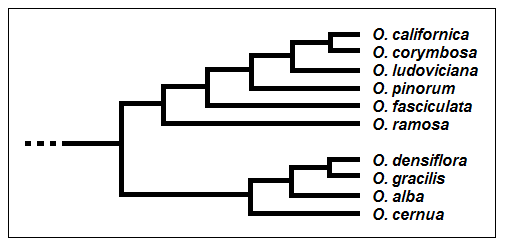
Cladogramma del genere

Secondo una recente ricerca di tipo filogenetico la famiglia Orobanchaceae è composta da 6 cladi principali nidificati uno all'interno dell'altro. Il genere Orobanche si trova nel terzo clade (relativo alla tribù Orobancheae) insieme ai generi Boschniakia C. A. Mey. ex Bong. 1833, Cistanche Hoffmans. & Link 1809, Conopholis
Wallr.1825, Epifagus Nutt. 1818, Eremitilla Yatsk. & J. L. Contr., 2009, Kopsiopsis (Beck) Beck 1930, Mannagettaea Harry Sm.
1933. Orobanche è monofiletico e rappresenta il core del clade ed è “gruppo fratello” del genere Mannagettaea e quindi di tutto il resto del gruppo.
Il genere Orobanche a sua volta è diviso in due sezioni:
- Orobanche: caratterizzata soprattutto dalla forma del calice a tre parti ossia quattro sepali saldati 2 a 2 tipo lacinie ben separate o collegate alla base, più una brattea.
- Trionychon Wallr.: caratterizzata dal calice diviso in 5 parti: in posizione centrale è presente una brattea, mentre su entrambi i lati sono presenti una bratteola lineare e una lacinia calicina profondamente bifida.[16]

Il cladogramma a lato tratto dallo studio citato mostra la posizione filogenetica di alcune specie di Orobanche. Sono evidenziati due sottocladi: quello "americano" con O, ramosa (presente anche nella flora spontanea italiana) appartenente alla sect. Trionychon e quello "europeo" con le specie della sect. Orobanche (O. densiflora, O. gracilis e altre).

### Specie spontanee italiane
Per meglio comprendere ed individuare le varie specie del genere (solamente per le specie spontanee della flora italiana) l'elenco che segue utilizza in parte il sistema delle chiavi analitiche (vengono cioè indicate solamente quelle caratteristiche utili a distingue una specie dall'altra).
- SEZIONE A (sect. Trionychon Wallr.): il calice è formato da 5 parti;
  - Gruppo 1A: le antere sono glabre;
    - Gruppo 2A: il fusto è generalmente ramoso; la corolla è lunga da 9 a 20 mm; 
      - Gruppo 3A: il fusto è generalmente ramoso; le dimensioni delle brattee variano in larghezza da 2 a 3 mm e in lunghezza da 5 a 8 mm; il calice è lungo 4 – 5 mm con denti triangolari lunghi due volte la larghezza; la corolla è lunga 9 – 14 mm;

- Orobanche ramosa L. - Succiamele ramoso: l'altezza della pianta varia da 15 a 25 cm; il ciclo biologico è annuo; la forma biologica è terofita parassita (T par); il tipo corologico è Paleotemperato; l'habitat tipico sono le aree frequentate dalle piante ospiti (specie dei generi Cannabis, Solanum, Nicotiana, Zeae altre specie delle famiglie Leguminose, Labiate e Composite); nella flora spontanea italiana è una pianta comune e si trova su tutto il territorio fino ad un'altitudine di 1000 m s.l.m..

- -     -       - Gruppo 3B: il calice è lungo 4 – 9 mm con denti a base triangolare e apice prolungato filiforme;

- Orobanche nana (Reut.) Beck - Orobanche nana: il fusto è semplice; la lunghezza della corolla varia da 10 a 15 mm; le dimensioni delle brattee variano in larghezza da 2 a 4 mm e in lunghezza da 5 a 9 mm;  il calice è lungo 4 - 7 mm. L'altezza della pianta varia da 15 a 25 cm; il ciclo biologico è annuo; la forma biologica è terofita parassita (T par); il tipo corologico è Mediterraneo; l'habitat tipico sono le aree frequentate dalle piante ospiti (specie dei generi Cannabis, Solanum, Nicotiana, Zeae altre specie delle famiglie Leguminose, Labiate e Composite); nella flora spontanea italiana è una pianta comune e si trova su tutto il territorio fino ad un'altitudine di 1000 m s.l.m..
- Orobanche mutelii F. W. Schultz - Orobanche di Mutel: il fusto è ramoso; la lunghezza della corolla varia da 16 a 20 mm; le dimensioni delle brattee variano in larghezza da 3 a 4 mm e in lunghezza da 6 a 11 mm;  il calice è lungo 6 - 9 mm. L'altezza della pianta varia da 15 a 25 cm; il ciclo biologico è annuo; la forma biologica è terofita parassita (T par); il tipo corologico è Mediterraneo; l'habitat tipico sono le aree frequentate dalle piante ospiti (specie dei generi Cannabis, Solanum, Nicotiana, Zeae altre specie delle famiglie Leguminose, Labiate e Composite); nella flora spontanea italiana è una pianta comune e si trova su tutto il territorio fino ad un'altitudine di 1000 m s.l.m..

- -     - Gruppo 2B: il fusto è generalmente semplice; la corolla è lunga da 18 a 24 mm;

- Orobanche purpurea Jacq. - Succiamele azzurro: l'altezza della pianta varia da 20 a 50 cm; il ciclo biologico è annuo/perenne; la forma biologica è terofita parassita (T par), ma anche geofite parassite (G par); il tipo corologico è Europeo - Sud Siberiano; l'habitat tipico sono le aree frequentate dalle piante ospiti (specie dei generi Achillea, Artemisia e altre specie della famiglia Composite); nella flora spontanea italiana è una pianta rara con distribuzione discontinua fino ad un'altitudine di 1400 m s.l.m..

- - Gruppo 1B: le antere sono pubescenti o anche villose;
    - Gruppo 4A: la corolla è grande con dimensioni da 20 a 35 mm;

- Orobanche arenaria Borkh. - Succiamele delle steppe: il fusto è semplice; i filamenti delle antere sono glabri. L'altezza della pianta varia da 15 a 20 cm; il ciclo biologico è annuo/perenne; la forma biologica è terofita parassita (T par), ma anche geofite parassite (G par); il tipo corologico è Sub-Mediterraneo; l'habitat tipico sono le aree frequentate dalle piante ospiti (specie dei generi Artemisia e altre specie della famiglia Composite); nella flora spontanea italiana è una pianta rara con distribuzione al Nord fino ad un'altitudine di 900 m s.l.m..
- Orobanche aegyptiaca Pers. - Succiamele d'Egitto: il fusto è ramoso; i filamenti delle antere sono pelosi almeno alla base. L'altezza della pianta varia da 15 a 30 cm; il ciclo biologico è annuo; la forma biologica è terofita parassita (T par); il tipo corologico è Sud Est Europeo - Turanico; l'habitat tipico sono le aree frequentate dalle piante ospiti (specie dei generi Gossypium, Solanum e altre specie coltivate); nella flora spontanea italiana è una pianta molto rara e si trova solo in Sicilia fino ad un'altitudine di 600 m s.l.m..

- -     - Gruppo 4B: la corolla è piccola con dimensioni da 12 a 18 mm;

- Orobanche lavandulacea  Rchb. - Succiamele della Psoralea: il calice possiede un dente apicale a forma triangolare lungo 2,5 mm; il colore della corolla verso l'apice è azzurro-scura. L'altezza della pianta varia da 15 a 30 cm; il ciclo biologico è annuo; la forma biologica è terofita parassita (T par); il tipo corologico è Ovest Mediterraneo - Macaronese; l'habitat tipico sono le aree frequentate dalle piante ospiti (specie dei generi Aspalathus e Acanthus); nella flora spontanea italiana è una pianta rara con distribuzione nelle Isole e sul versante penisolare tirrenico fino ad un'altitudine di 600 m s.l.m..
- Orobanche schultzii  Mutel - Succiamele di Schultz: il calice possiede un dente apicale a forma lineare-filiforme lungo 4 - 6 mm; il colore della corolla è azzurro-violetto chiaro. L'altezza della pianta varia da 10 a 50 cm; il ciclo biologico è annuo; la forma biologica è terofita parassita (T par); il tipo corologico è Sud Mediterraneo - Paleosubtropicale; l'habitat tipico sono le aree frequentate dalle piante ospiti (specie dei generi Vicia, Ferula, Rubia, Inula e Artemisia); nella flora spontanea italiana è una pianta rara con distribuzione in Sicilia e nella Puglia fino ad una altitudine di 600 m s.l.m..

- SEZIONE B (sect. Orobanche): il calice è formato da 3 parti; il colore dello stigma è purpureo o violetto;
  - Gruppo 1A: i filamenti delle antere sono glabri nella metà superiore, oppure sono del tutto pelosi;
    - Gruppo 2A: i filamenti delle antere sono completamente glabri;

- Orobanche reticulata Wallr. - Succiamele del cardo: la forma delle foglie è lanceolata (dimensioni: larghezza 4 - 6 mm; lunghezza 15 - 25 mm) ed hanno un portamento sparso; la corolla è lunga 18 - 22 mm ed ha una superficie esterna pubescente-ghiandolosa, mentre quella interna è opaca. L'altezza della pianta varia da 20 a 40 cm; il ciclo biologico è annuo/perenne; la forma biologica è terofita parassita (T par), ma anche geofite parassite (G par); il tipo corologico è Centro Europeo; l'habitat tipico sono le aree frequentate dalle piante ospiti (specie dei generi Carduus, Cirsium, Carlina, Scabiosa e Knautia); nella flora spontanea italiana è una pianta rara con distribuzione tra il Nord e il Sud fino ad una altitudine compresa tra 500 e 1500 m s.l.m..
- Orobanche sanguinea  C. Presl - Succiamele sanguineo: la forma delle foglie è lineare (dimensioni: larghezza 1 - 1,5 mm; lunghezza 20 - 25 mm) ed hanno un portamento più addensato verso la base del fusto; la corolla è lunga 12 - 17 mm ed ha una superficie esterna subglabra, mentre quella interna è rosso-lucida. L'altezza della pianta varia da 25 a 40 cm; il ciclo biologico è annuo/perenne; la forma biologica è terofita parassita (T par); il tipo corologico è Steno-Mediterraneo; l'habitat tipico sono le aree frequentate dalle piante ospiti (specie Lotus cytisoides e altre specie della famiglia Leguminose); nella flora spontanea italiana è una pianta rara con distribuzione al Sud fino ad una altitudine di 800 m s.l.m..

- -     - Gruppo 2A:  i filamenti delle antere sono pelosi nella metà inferiore;
      - Gruppo 3A: il labbro superiore della corolla è intero;

- Orobanche alba Stephan ex Willd. - Succiamele del Serpillo:  la superficie della corolla è ricoperta da peli ghiandolari scuri o neri. L'altezza della pianta varia da 20 a 40 cm; il ciclo biologico è annuo/perenne; la forma biologica è terofita parassita (T par), ma anche geofite parassite (G par); il tipo corologico è Orofita Eurasiatico; l'habitat tipico sono le aree frequentate dalle piante ospiti (specie Thymus serpyllum e altre Labiate); nella flora spontanea italiana è una pianta comune con distribuzione continua tra il Nord e il Sud fino ad una altitudine compresa tra 300 e 1700 m s.l.m..
- Orobanche pubescens  d'Urv. - Succiamele tomentoso:  la superficie della corolla è ricoperta da peli ghiandolari chiari. L'altezza della pianta varia da 20 a 40 cm; il ciclo biologico è annuo/perenne; la forma biologica è terofita parassita (T par), ma anche geofite parassite (G par); il tipo corologico è Est Mediterraneo; l'habitat tipico sono le aree frequentate dalle piante ospiti (specie della famiglia Composite, Ombrellifere, genere Vitalba e altre); nella flora spontanea italiana è una pianta rara con distribuzione prevalentemente al Sud fino ad una altitudine di 900 m s.l.m..

- -     -       - Gruppo 3B: il labbro superiore della corolla è retuso e bilobo;
        - Gruppo 4A: il colore della corolla è pallido (bianco o giallastro con venature rosate);
          - Gruppo 5A: la corolla è grande (18 – 22 mm, fino a 30 mm);

- Orobanche crenata  Forssk. - Succiamele delle Fave: l'altezza della pianta varia da 20 a 40 cm; il ciclo biologico è annuo/perenne; la forma biologica è terofita parassita (T par), ma anche geofite parassite (G par); il tipo corologico è Euri Mediterraneo - Turanico; l'habitat tipico sono le aree frequentate dalle piante ospiti (specie dei generi Fave, Veccia, Lens e Trifolium); nella flora spontanea italiana è una pianta comune e si trova su tutto il territorio fino ad una altitudine di 1400 m s.l.m..

- -     -       -         -           - Gruppo 5B: la corolla è piccola (10 – 18 mm);

- Orobanche minor  Sm. - Succiamele minore: la dimensione delle brattee varia da 7 a 15 mm; la dimensione della corolla varia da 10 a 15 mm; gli stami sono inseriti 2 - 3 mm sopra la base della corolla. L'altezza della pianta varia da 10 a 15 cm; il ciclo biologico è annuo/perenne; la forma biologica è terofita parassita (T par), ma anche geofite parassite (G par); il tipo corologico è Paleotemperato; l'habitat tipico sono le aree frequentate dalle piante ospiti (specie dei generi Trifolium e altre Leguminose); sul territorio italiano è una pianta comune e si trova su tutto il territorio fino ad una altitudine di 1500 m s.l.m..
- Orobanche artemisiae-campestris  Gaudin - Succiamele della Aspraggine: la dimensione delle brattee varia da 10 a 22 mm; la dimensione della corolla varia da 14 a 18 mm; gli stami sono inseriti 3 - 5 mm sopra la base della corolla. L'altezza della pianta varia da 15 a 35 cm; il ciclo biologico è annuo/perenne; la forma biologica è terofita parassita (T par), ma anche geofite parassite (G par); il tipo corologico è Euri Mediterraneo; l'habitat tipico sono le aree frequentate dalle piante ospiti (specie dei generi Picris, Reichardia, Helichrysum, Urospermum, Artemisia, Galactites e altre Composite, e anche Daucus, Orlaya, Vicia e altri generi); nella flora spontanea italiana è una pianta comune con distribuzione quasi totale (manca in alcune aree del Sud) fino ad una altitudine di 1000 m s.l.m..

- -     -       -         - Gruppo 4B:  il colore della corolla è scuro (violaceo o rossastro);

- Orobanche sanguinea  C. Presl - Succiamele sanguineo: le foglie sono addensate soprattutto alla base del fusto con lamine più o meno lineari; il calice è formato da lacinie lunghe quanto metà del tubo corollino; l'interno della corolla è rosso-lucido. (vedi Sezione B - Gruppo 2A)
- Orobanche amethystea  Thuill. - Succiamele ametistino: le foglie sono sparse lungo il fusto con lamine a base allargata (4 - 6 mm); il calice è formato da lacinie lunghe quanto il tubo corollino; l'interno della corolla è opaco. L'altezza della pianta varia da 20 a 40 cm; il ciclo biologico è annuo/perenne; la forma biologica è terofita parassita (T par), ma anche geofite parassite (G par); il tipo corologico è Submediterraneo; l'habitat tipico sono le aree frequentate dalle piante ospiti (specie dei generi Eryngium, Lotus e altre Composite e Leguminose); nella flora spontanea italiana è una pianta rara con distribuzione discontinua fino ad una altitudine di 1000 m s.l.m..

- - Gruppo 1B:  i filamenti delle antere sono pelosi per tutta la loro lunghezza;
    - Gruppo 6A: i filamenti sono inseriti alla base della corolla;
      - Gruppo 7A: la superficie della corolla è ricoperta da peli ghiandolari scuri o neri:

- Orobanche alba Stephan ex Willd. - Succiamele del Serpillo. (vedi Sezione B - Gruppo 3A)

- -     -       - Gruppo 7B: la superficie della corolla è ricoperta da peli ghiandolari chiari; 
        - Gruppo 8A: la corolla è grande (lunghezza 21 – 30 mm);

- Orobanche caryophyllacea  Sm. - Succiamele garofanato: il fusto ha un diametro costante; la corolla è lunga 26 - 30 mm; il lobo mediano del labbro inferiore della corolla è più o meno uguale agli altri due. L'altezza della pianta varia da 15 a 50 cm; il ciclo biologico è annuo/perenne; la forma biologica è terofita parassita (T par), ma anche geofite parassite (G par); il tipo corologico è Submediterraneo; l'habitat tipico sono le aree frequentate dalle piante ospiti (specie del generie Galium e altre Rubiaceae); sul territorio italiano è una pianta comune con distribuzione omogenea fino ad una altitudine di 1500 m s.l.m..
- Orobanche ebuli  Huter & Rigo: il fusto è molto ingrossato alla base; la corolla è lunga 21 - 23 mm; il lobo mediano del labbro inferiore della corolla è più grande degli altri due. L'altezza della pianta varia da 15 a 50 cm; il ciclo biologico è annuo/perenne; la forma biologica è terofita parassita (T par), ma anche geofite parassite (G par); nella flora spontanea italiana è presente nell'Abruzzo.

- -     -       -         - Gruppo 8B:  la corolla è piccola (lunghezza 15 – 20 mm);

- Orobanche lucorum  F. W. Schultz - Succiamele del Crespino: l'altezza della pianta varia da 15 a 50 cm; il ciclo biologico è annuo/perenne; la forma biologica è terofita parassita (T par), ma anche geofite parassite (G par); il tipo corologico è Endemico - Est Alpico; l'habitat tipico sono le aree frequentate dalle piante ospiti (specie Berberis vulgaris); nella flora spontanea italiana è una pianta comune con distribuzione prevalente al Nord fino ad una altitudine compresa tra 300 e 1500 m s.l.m..

- -     - Gruppo 6B:  i filamenti sono inseriti a 1/4 - 1/3 dalla base della corolla;

- Orobanche salviae  F. W. Schultz - Succiamele della Salvia: il profilo dorsale della corolla è curvo. L'altezza della pianta varia da 10 a 40 cm; il ciclo biologico è annuo/perenne; la forma biologica è terofita parassita (T par), ma anche geofite parassite (G par); il tipo corologico è Orofita - Sud Europeo; l'habitat tipico sono le aree frequentate dalle piante ospiti (specie Salvia glutinosa); nella flora spontanea italiana è una pianta molto rara con distribuzione al Nord fino ad una altitudine compresa tra 300 e 1200 m s.l.m..
- Orobanche teucrii  Holandre - Succiamele del Teucrio: il profilo dorsale della corolla è più o meno retto. L'altezza della pianta varia da 20 a 40 cm; il ciclo biologico è annuo/perenne; la forma biologica è terofita parassita (T par), ma anche geofite parassite (G par); il tipo corologico è Orofita - Sud Europeo; l'habitat tipico sono le aree frequentate dalle piante ospiti (specie del genere Teucrium); nella flora spontanea italiana è una pianta rara con distribuzione al Nord fino ad una altitudine compresa tra 200 e 1600 m s.l.m..

- SEZIONE C (sect. Orobanche): il calice è formato da 3 parti; il colore dello stigma è giallo o biancastro;
  - Gruppo 1A: il tubo della corolla è rigonfio verso il basso e progressivamente fino alle fauci;

- Orobanche hederae  Duby - Succiamele dell'Edera: l'altezza della pianta varia da 15 a 40 cm; il ciclo biologico è annuo/perenne; la forma biologica è terofita parassita (T par), ma anche geofite parassite (G par); il tipo corologico è Euri-Mediterraneo; l'habitat tipico sono le aree frequentate dalle piante ospiti (sulle radici dell'edera); nella flora spontanea italiana è una pianta rara e si trova su tutto il territorio fino ad una altitudine di 800 m s.l.m..

- - Gruppo 1B: il tubo della corolla non è ristretto verso le fauci;
    - Gruppo 2A: i filamenti delle antere sono glabri nella metà superiore (nel resto sono glabri o pubescenti);
      - Gruppo 3A: i filamenti delle antere sono del tutto glabri;

- Orobanche cernua  Loefl. - Succiamele ricurvo: il labbro inferiore della corolla è glabro; gli stami sono inseriti a 4 - 7 mm dalla base della corolla. L'altezza della pianta varia da 20 a 40 cm; il ciclo biologico è annuo/perenne; la forma biologica è terofita parassita (T par), ma anche geofite parassite (G par); il tipo corologico è Paleotemperato; l'habitat tipico sono le aree frequentate dalle piante ospiti (specie del genere Artemisia e Helianthus); nella flora spontanea italiana è una pianta rara con distribuzione molto discontinua (Trentino-Alto Adige, Calabria e Sicilia) fino ad una altitudine di 1000 m s.l.m..
- Orobanche rapum-genistae  Thuill. - Succiamele maggiore: il labbro inferiore della corolla è cigliato; gli stami sono inseriti alla base della corolla. L'altezza della pianta varia da 30 a 60 cm; il ciclo biologico è annuo/perenne; la forma biologica è terofita parassita (T par), ma anche geofite parassite (G par); il tipo corologico è Subatlantico; l'habitat tipico sono le aree frequentate dalle piante ospiti (specie Ginestra dei Carbonai e altre specie del genereCytisus e Genista); nella flora spontanea italiana è una pianta comune e si trova su tutto il territorio fino ad una altitudine di 1200 m s.l.m..

- -     -       - Gruppo 3B: i filamenti delle antere sono pelosi nella metà inferiore;
        - Gruppo 4A: il labbro inferiore della corolla è glabro;
          - Gruppo 5A: la corolla è grande (da 16 a 22 mm, fino a 30 mm);

- Orobanche crenata  Forssk. - Succiamele delle Fave: il diametro dell'infiorescenza è di 3 - 4 cm; il colore della corolla è pallido (bianco -lilla).  (vedi Sezione B - Gruppo 5A)
- Orobanche amethystea  Thuill. - Succiamele ametistino: il diametro dell'infiorescenza è di 2,5 - 3 cm; il colore della corolla è scura e violacea all'apice.  (vedi Sezione B - Gruppo 4B)

- -     -       -         -           - Gruppo 5B: la corolla è piccola (da 10 a 15 mm);

- Orobanche canescens  C. Presl - Succiamele carnicino: la corolla è colorata di giallo screziato di rosso, ed è lunga più o meno 4 volte il diametro. L'altezza della pianta varia da 15 a 30 cm; il ciclo biologico è annuo/perenne; la forma biologica è terofita parassita (T par); il tipo corologico è Steno-Mediterraneo; l'habitat tipico sono le aree frequentate dalle piante ospiti (specie del genere Eryngium e altre specie della famiglia Composite); nella flora spontanea italiana è una pianta rara con distribuzione al Sud e Isole fino ad una altitudine di 900 m s.l.m..
- Orobanche minor  Sm. - Succiamele minore: la corolla è colorata di giallo-pallido, ed è lunga più o meno 2,5 volte il diametro.  (vedi Sezione B - Gruppo 5B)

- -     -       -         - Gruppo 4B: il labbro inferiore della corolla è pubescente;

- Orobanche gracilis  Sm - Succiamele rossastro: la corolla è colorata di giallo-rossastro all'esterno, purpureo scuro e lucido all'interno (è bruna nel secco); i lobi del labbro inferiore della corolla sono più o meno uguali fra loro. L'altezza della pianta varia da 20 a 50 cm; il ciclo biologico è annuo/perenne; la forma biologica è terofita parassita (T par), ma anche geofite parassite (G par); il tipo corologico è Europeo-Caucasico; l'habitat tipico sono le aree frequentate dalle piante ospiti (specie della famiglia Leguminose, meno spesso specie del genereCytisus); nella flora spontanea italiana è una pianta comune e si trova su tutto il territorio fino ad una altitudine di 2000 m s.l.m..
- Orobanche variegata  Wallr. - Succiamele screziato: la corolla è colorata di bruno-rossastro cupo, quasi nera nel secco; il lobo centrale del labbro inferiore della corolla è molto più evidente degli altri due. L'altezza della pianta varia da 20 a 40 cm; il ciclo biologico è annuo/perenne; la forma biologica è terofita parassita (T par), ma anche geofite parassite (G par); il tipo corologico è Ovest Mediterraneo; l'habitat tipico sono le aree frequentate dalle piante ospiti (specie della famiglia Leguminose con fusto legnoso); nella flora spontanea italiana è una pianta rara con distribuzione discontinua fino ad una altitudine di 1200 m s.l.m..

- -     - Gruppo 2B: i filamenti delle antere sono pelosi su tutta la lunghezza (al minimo nella metà superiore);
      - Gruppo 6A: lo stilo sporge oltre le fauci della corolla;
        - Gruppo 7A: il colore della corolla è gialla o rosea (bruno-chiaro nel secco);
          - Gruppo 8A: gli stami sono inseriti a 3 – 6 mm sopra la base della corolla; la corolla è opaca all'interno;

- Orobanche flava  F. W. Schultz - Succiamele del Petasites: la corolla è colorata di giallo ed è piccola (16 - 19 mm). L'altezza della pianta varia da 20 a 40 cm; il ciclo biologico è annuo/perenne; la forma biologica è terofita parassita (T par), ma anche geofite parassite (G par); il tipo corologico è Orofita - Sud Europeo; l'habitat tipico sono le aree frequentate dalle piante ospiti (specie dei generi Petasites, Tussilago e Adenostyles); nella flora spontanea italiana è una pianta molto rara e si trova solamente nelle Alpi orientali fino ad una altitudine compresa tra 300 e 1800 m s.l.m..
- Orobanche lutea  Baumg. - Succiamele prataiolo: la corolla è colorata di roseo ed è grande (20 - 22 mm). L'altezza della pianta varia da 15 a 40 cm; il ciclo biologico è annuo/perenne; la forma biologica è terofita parassita (T par), ma anche geofite parassite (G par); il tipo corologico è Centro e Sud Europeo; l'habitat tipico sono le aree frequentate dalle piante ospiti (specie dei generi Trifolium, Erba medica e altre Leguminose); nella flora spontanea italiana è una pianta rara e si trova ovunque fino ad una altitudine di 1600 m s.l.m..

- -     -       -         -           - Gruppo 8B: gli stami sono inseriti alla base della corolla; la corolla è lucida all'interno;

- Orobanche gracilis  Sm - Succiamele rossastro. (vedi Sezione C - Gruppo 4B)

- -     -       -         - Gruppo 7B: il colore della corolla è bruno-rossastro (quasi nera nel secco); gli stami sono inseriti a 2 – 4 mm dalla base della corolla;

      - Gruppo 6B: lo stilo è incluso o appena raggiungente le fauci della corolla;
        - Gruppo 9A: la superficie dei filamenti delle antere è ricoperta da sparsi brevi peli ghiandolari;
          - Gruppo 10A: il labbro inferiore della corolla è glabro;

- Orobanche elatior  Sutton - Succiamele della Centaurea: l'altezza della pianta varia da 25 a 50 cm; il ciclo biologico è annuo/perenne; la forma biologica è terofita parassita (T par), ma anche geofite parassite (G par); il tipo corologico è Centro Europeo / Sud Siberiano; l'habitat tipico sono le aree frequentate dalle piante ospiti (specie dei generi Centaurea, Echinops e Thalictrum); nella flora spontanea italiana è una pianta molto rara e si trova solo al Nord fino ad una altitudine di 1000 m s.l.m..

- -     -       -         -           - Gruppo 10B: il labbro inferiore della corolla è densamente pubescente-cigliato;
            - Gruppo 11A: il fusto alla base è ingrossato; le foglie sono lunghe da 15 a 30 mm;

- Orobanche alsatica  Kirschl. - Succiamele della Cervaria: l'altezza della pianta varia da 20 a 60 cm; il ciclo biologico è annuo/perenne; la forma biologica è terofita parassita (T par), ma anche geofite parassite (G par); il tipo corologico è Centro Europeo / Sud Siberiano; l'habitat tipico sono le aree frequentate dalle piante ospiti (specie Peucedanum cervaria); nella flora spontanea italiana è una pianta molto rara e si trova solo in Lombardia (Gruppo delle Grigne) fino ad una altitudine di 800 m s.l.m..

- -     -       -         -           -             - Gruppo 11B: il fusto non è ingrossato; le foglie sono lunghe da 13 a 18 mm;

- Orobanche chironii  Lojac. - Succiamele dell'Opopanace: le brattee dell'infiorescenza hanno la lamina lesiniforme (larghezza 3 - 4 mm; lunghezza 15 - 17 mm). L'altezza della pianta varia da 15 a 30 cm; il ciclo biologico è annuo; la forma biologica è terofita parassita (T par); il tipo corologico è Endemico; l'habitat tipico sono le aree frequentate dalle piante ospiti (specie del genere Opopanax); nella flora spontanea italiana è una pianta rara e si trova solo in Sicilia fino ad una altitudine compresa tra 500 e 1500 m s.l.m..
- Orobanche denudata  Moris - Succiamele del Rovo: le brattee dell'infiorescenza hanno la lamina a forma ovalo-lanceolata (larghezza 5 - 6 mm; lunghezza 13 - 18 mm). L'altezza della pianta varia da 20 a 40 cm; il ciclo biologico è annuo; la forma biologica è terofita parassita (T par); il tipo corologico è Endemico; l'habitat tipico sono le aree frequentate dalle piante ospiti (specie del genere Rubus); nella flora spontanea italiana è una pianta rara e si trova solo in Sardegna fino ad una altitudine di 800 m s.l.m..

- -     -       -         - Gruppo 9B: la superficie dei filamenti delle antere è densamente pelosa per tutta la lunghezza;
          - Gruppo 12A: i filamenti delle antere alla base sono allargati (1 mm);

- Orobanche salviae  F. W. Schultz - Succiamele della Salvia. (vedi Sezione B - Gruppo 6B)

- -     -       -         -           - Gruppo 12B: i filamenti delle antere sono più o meno cilindrici;
            - Gruppo 13A: le foglie hanno la lamina lesiniforme;

- Orobanche lucorum  F. W. Schultz - Succiamele del Crespino. (vedi Sezione B - Gruppo 8B)

- -     -       -         -           -             - Gruppo 13B: le foglie hanno la lamina a forma triangolare o lanceolata;

- Orobanche rapum-genistae  Thuill. - Succiamele maggiore: l'interno della corolla è opaco; il labbro inferiore della corolla è glabro. (vedi Sezione C - Gruppo 3A)
- Orobanche gracilis  Sm - Succiamele rossastro: l'interno della corolla è lucido; il labbro inferiore della corolla è cigliato.  (vedi Sezione C - Gruppo 4B)

All'elenco sopra si deve aggiungere la seguente specie (presente nella flora spontanea italiana):
- Orobanche laserpitii-sileris Jord.  - Orobanche del laserpizio sermontano: l'altezza della pianta varia da 30 a 70 cm; il ciclo biologico è perenne; la forma biologica è geofite parassite (G par); il tipo corologico è Orofita Sud Europeo; l'habitat tipico sono le aree frequentate dalle piante ospiti (specie Laserpitium siler); nella flora spontanea italiana si trova solo al Nord (Alpi orientali) fino ad una altitudine di circa 1800 m s.l.m..

Altre checklist descrivono come presenti nella flora spontanea italiana le seguenti altre specie di Orobanche:
- Nella sect. Orobanche:
  - Orobanche australis Bertol.
  - Orobanche cumana  Wallr.
  - Orobanche foetida Poir.
  - Orobanche litorea Guss.
  - Orobanche rigens Loisel.
  - Orobanche rosmarina Beck
  - Orobanche thapsoides Lojac.
- Nella sect. Trionychon:
  - Orobanche oxyloba (Reut.) Beck

### Specie spontanee europee
In Europa e nell'areale mediterraneo oltre alle specie spontanee della flora italiana, sono presenti le seguenti specie:

#### SezioneOrobanche
- Orobanche almeriensis  A. Pujadas, 1995 - Distribuzione: Spagna
- Orobanche amoena  C. A. Mey., 1830 - Distribuzione: Russia
- Orobanche anatolica  Reut., 1847 - Distribuzione: Anatolia
- Orobanche australis  Bertol., 1846 - Distribuzione: Sardegna (?)
- Orobanche ballotae  A. Pujadas, 1997 - Distribuzione: Spagna
- Orobanche baumanniorum  Greuter, 1987 - Distribuzione: Grecia
- Orobanche benkertii  Rätzel & Uhlich, 2004 - Distribuzione: Russia
- Orobanche calendulae  Pomel, 1874 - Distribuzione: Penisola Iberica e Magreb (occidentale)
- Orobanche camptolepis  Boiss. & Reut., 1879 - Distribuzione: Anatolia e Asia (mediterranea)
- Orobanche castellana  Reut., 1847 - Distribuzione: Francia, Penisola Iberica e Marocco
- Orobanche coerulescens  Stephan, 1800 - Distribuzione: Europa centro-orientale
- Orobanche colorata  K. Koch, 1843 - Distribuzione: Transcaucasia
- Orobanche connata  K. Koch, 1849 - Distribuzione: Armenia
- Orobanche cumana  Wallr., 1825 - Distribuzione: Italia (sinonimo di O. cernua ?), Penisola Balcanica, Russia e Tanscaucasia
- Orobanche cypria  Kotschy, 1865 - Distribuzione: Cipro
- Orobanche cyrenaica  Beck, 1910 - Distribuzione: Libia
- Orobanche cyrnea  Jeanm. & al., 2005 - Distribuzione: Corsica
- Orobanche esulae  Pancic, 1884 - Distribuzione: Serbia e Bulgaria
- Orobanche foetida  Poir., 1798 - Distribuzione: Sardegna (?), Penisola Iberica, Anatolia e Magreb
- Orobanche gamosepala  Reut., 1847 - Distribuzione: Anatolia e Transcaucasia
- Orobanche glabricaulis  Tzvelev, 1958 - Distribuzione: Armenia e Azerbaigian
- Orobanche grigorjevii  Novopokr., 1950 - Distribuzione: Armenia
- Orobanche grossheimii  Novopokr., 1949 - Distribuzione: Transcaucasia
- Orobanche hadroantha Beck, 1890 - Distribuzione: Transcaucasia
- Orobanche haenseleri  Reut., 1847 - Distribuzione: Francia e Spagna
- Orobanche hermonis Mouterde, 1973 - Distribuzione: Libano
- Orobanche humbertii  Maire, 1936 - Distribuzione: Marocco
- Orobanche hymenocalyx  Reut., 1847 - Distribuzione: Transcaucasia
- Orobanche iammonensis  A. Pujadas & P. Fraga, 2008 - Distribuzione: Isole Baleari
- Orobanche ingens  (Beck) Tzvelev, 1990 - Distribuzione: Russia
- Orobanche inulae  Novopokr. & Abramov, 1950 - Distribuzione: Transcaucasia
- Orobanche kochii  F. W. Schultz, 1847 - Distribuzione: Europa centrale (Italia?) e Russia
- Orobanche kotschyi  Reut., 1847 - Distribuzione: Azerbaigian
- Orobanche krylowii  Beck, 1881 - Distribuzione: Albania e Russia
- Orobanche kurdica  Boiss. & Hausskn., 1879 - Distribuzione: Anatolia e Transcaucasia
- Orobanche latisquama  (F. W. Schultz) Batt., 1890 - Distribuzione: Penisola Iberica, Algeria e Marocco
- Orobanche laxissima  Rätzel & Uhlich, 2004 - Distribuzione: Anatolia e Transcaucasia
- Orobanche leptantha  Pomel, 1874 - Distribuzione: Algeria e Marocco
- Orobanche longibracteata  Schiman-Czeika, 1964 - Distribuzione: Armenia
- Orobanche lycoctoni  Rhiner, 1892 - Distribuzione: Europa occidentale
- Orobanche maritima  Pugsley, 1940 - Distribuzione: Francia, Penisola Iberica e Gran Bretagna
- Orobanche mauretanica  Beck, 1890 - Distribuzione: Portogallo, Algeria e Marocco
- Orobanche montserratii  A. Pujadas & D. Gómez, 2000 - Distribuzione: Francia e Spagna
- Orobanche owerinii  (Beck) Beck, 1922 - Distribuzione: Anatolia e Transcaucasia
- Orobanche pancicii Beck, 1887 - Distribuzione: Penisola Balcanica
- Orobanche rosea  Tzvelev, 1958 - Distribuzione: Transcaucasia
- Orobanche schelkovnikovii  Tzvelev, 1958 - Distribuzione: Armenia
- Orobanche sideana  Gilli, 1971 - Distribuzione: Anatolia
- Orobanche sintenisii  Beck, 1904 - Distribuzione: Anatolia
- Orobanche transcaucasica  Tzvelev, 1958 - Distribuzione: Transcaucasia
- Orobanche vitellina  Novopokr., 1950 - Distribuzione: Transcaucasia

#### SezioneTrionychon
- Orobanche astragali  Mouterde, 1973 - Distribuzione: Libano
- Orobanche ballii  (Maire) Domina, 2013 - Distribuzione: Marocco
- Orobanche bungeana  Beck, 1890 - Distribuzione: Anatolia e Transcaucasia
- Orobanche camphorosmae  (Carlón & al.) A. Pujadas & Triano, 2011 - Distribuzione: Spagna
- Orobanche cilicica  Beck, 1890 - Distribuzione: Anatolia e Transcaucasia
- Orobanche coelestis  (Reut.) Beck, 1890 - Distribuzione: Libia, Anatolia e Transcaucasia
- Orobanche cohenii  Domina & Danin, 2014 - Distribuzione: Siria
- Orobanche daninii  Domina & Raimondo, 2009 - Distribuzione: Israele
- Orobanche georgii-reuteri  (Carlón & al.) A. Pujadas, 2006 - Distribuzione: Spagna
- Orobanche gratiosa  (Webb) Linding., 1926 - Distribuzione: Isole Canarie
- Orobanche heldreichii  (Reut.) Beck, 1890 - Distribuzione: Anatolia e Transcaucasia
- Orobanche hirtiflora  (Reut.) Tzvelev, 1957 - Distribuzione: Anatolia, Transcaucasia e Siria
- Orobanche hohenackeri  (Reut.) Tzvelev, 1957 - Distribuzione: Transcaucasia
- Orobanche inexspectata  (Carlón & al.) Domina & al, 2013 - Distribuzione: Francia, Spagna, Algeria e Marocco
- Orobanche kelleri  Novopokr., 1950 - Distribuzione: Russia e Transcaucasia
- Orobanche lainzii  (Gómez Nav. & al.) Triano & A. Pujadas, 2012 - Distribuzione: Spagna
- Orobanche lanuginosa  (C. A. Mey.) Beck, 1881 - Distribuzione: Europa centrale, Anatolia, Transcaucasia e Russia
- Orobanche nowackiana  Markgr., 1926 - Distribuzione: Penisola Balcanica e Anatolia
- Orobanche olbiensis  (Coss.) Nyman, 1855 - Distribuzione: Francia, Spagna e Grecia
- Orobanche orientalis  Beck, 1890 - Distribuzione: Transcaucasia e Cipro
- Orobanche portoilicitana  A. Pujadas & M. B. Crespo, 2004 - Distribuzione: Spagna, Egitto e Magreb
- Orobanche pseudorosmarina  A. Pujadas & Muñoz Garm., 2010 - Distribuzione: Croazia
- Orobanche pulchella  (C. A. Mey.) Novopokr., 1846 - Distribuzione: Transcaucasia
- Orobanche resedarum  (Carlón & al.) A. Pujadas & Triano, 2011 - Distribuzione: Spagna
- Orobanche reuteriana  (Rchb. f.) M. B. Crespo & A. Pujadas, 2006 - Distribuzione: Spagna e Magreb (occidentale)
- Orobanche rosmarina  Beck, 1921 - Distribuzione: Europa (mediterranea-occidentale - Italia?), Tunisia e Algeria
- Orobanche rumseyana  A. Pujadas & P. Fraga, 2012 - Distribuzione: Isole Baleari
- Orobanche schultzioides  (M. J. Y. Foley) Domina, 2010 - Distribuzione: Grecia
- Orobanche schweinfurthii  Beck, 1890 - Distribuzione: Egitto
- Orobanche septemloba  (Beck) Tzvelev, 1957 - Distribuzione: Transcaucasia
- Orobanche serratocalyx  Beck, 1890 - Distribuzione: Anatolia, Transcaucasia e Siria
- Orobanche trichocalyx  (Webb) Beck, 1890 - Distribuzione: Penisola Iberica, Algeria
- Orobanche tricholoba  (Reut.) Domina, 2010 - Distribuzione: Armenia
- Orobanche uralensis  Beck, 1890 - Distribuzione: Russia
- Orobanche zosimi  (M. J. Y. Foley) Domina, 2010 - Distribuzione: Cipro

### Sinonimi
L'entità di questa voce ha avuto nel tempo diverse nomenclature. L'elenco seguente indica alcuni tra i sinonimi più frequenti:
- Boulardia F. W. Schultz
- Ceratocalyx  Coss.
- Kopsia  Dumort.
- Phelipanche  Pomel

## Coltivazione
La maggior parte delle specie di questo genere sono parassite di colture agrarie di una certa importanza (vedi paragrafo "Biologia"). In particolare O. ramosa aggredisce la canapa, il pomodoro e il tabacco; O. gracilis danneggia i trifogli e le leguminose da foraggio; O. lutea copisce le leguminose coltivate, così pure O. minor e O. crenata. Nell'Italia centro-meridionale una delle colture più colpite è quella della fava. Il problema è aggravato dalla spiccata coincidenza fra il ciclo vegetativo del parassita e quello della pianta ospite. Proprio durante la fioritura della specie coltivata in breve tempo emerge dal terreno il parassita che altrimenti rimane nascosto sotto terra, quando ormai il danno è stato fatto.
Le maggiori difficoltà nel disinfestare le colture da questi parassiti sono dovute quindi dal fatto che la maggior parte del ciclo vegetativo delle Orobanche viene svolto nascostamente sotto terra, e quando queste emergono rapidamente raggiungono la maturità somatica e riproduttiva, quando ormai hanno assorbito la maggior parte delle sostanze nutritive alla pianta ospite. Inoltre queste piante producono un numero molto elevato di semi (oltre 500.000 per pianta) i quali possono sopportare anche lunghi periodi di quiescenza, e a distanza di anni (oltre 10 anni) possono ancora germinare quando le condizioni sono adatte, ossia quando sono in presenza delle radici della pianta capace di ospitarla. A questo si aggiunge, in fase di ricerca, la difficoltà di far germinare in vitro i semi di orobanche senza la presenza delle radici della pianta ospite, limitando notevolmente le possibilità d'indagine in laboratorio.

## Alimentazione
Le orobanche sono commestibili, nonostante il sapore fortemente amarognolo che di solito viene attenuato con diverse bolliture e molti lavaggi. Nel Nordafrica le popolazioni Tuareg in periodi di carestia si cibano della parte ipogea della specie Orobanche violacea (denominata anche Phelipaea violacea). Anche in Europa in alcune zone si consumano i "turioni" (gemme carnose emesse dalle radici) di diverse specie di Orobanche. In America gli indiani dell'Utah e del Nevada si cibano delle parti di alcune specie americane quali O. californica, O. fasciculata o O. tuberosa.

## Alcune specie

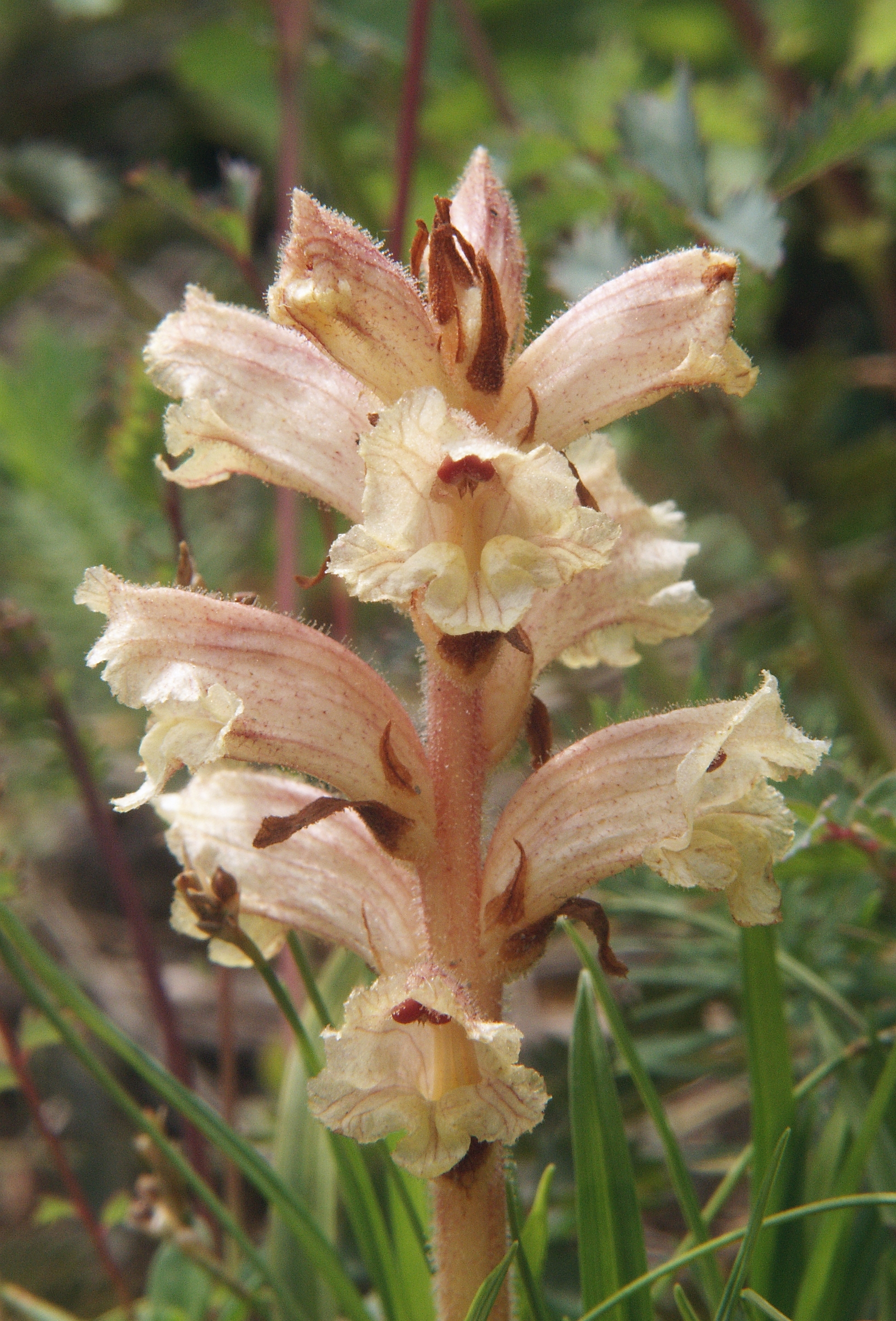
Orobanche alba
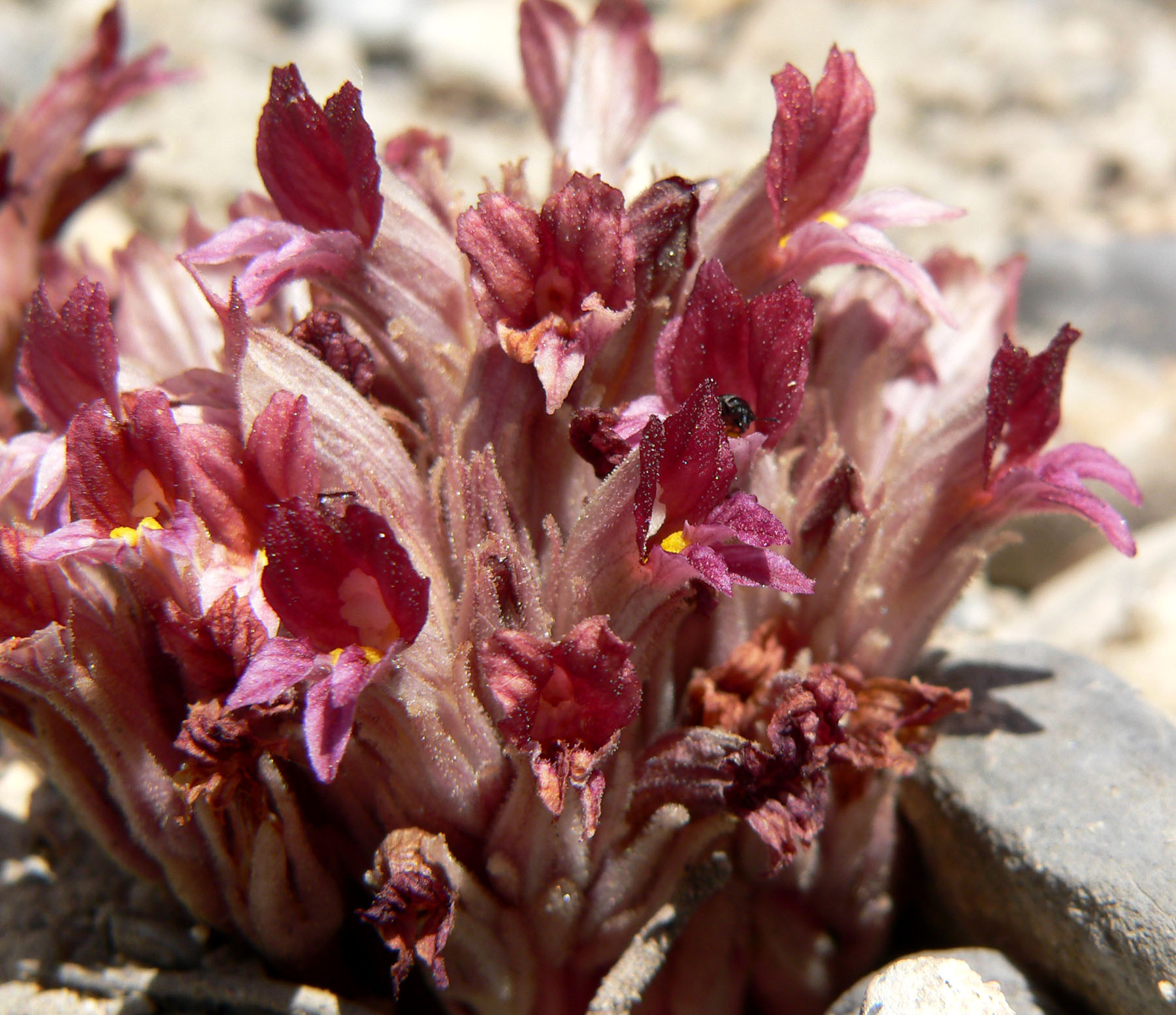
Orobanche corymbosa
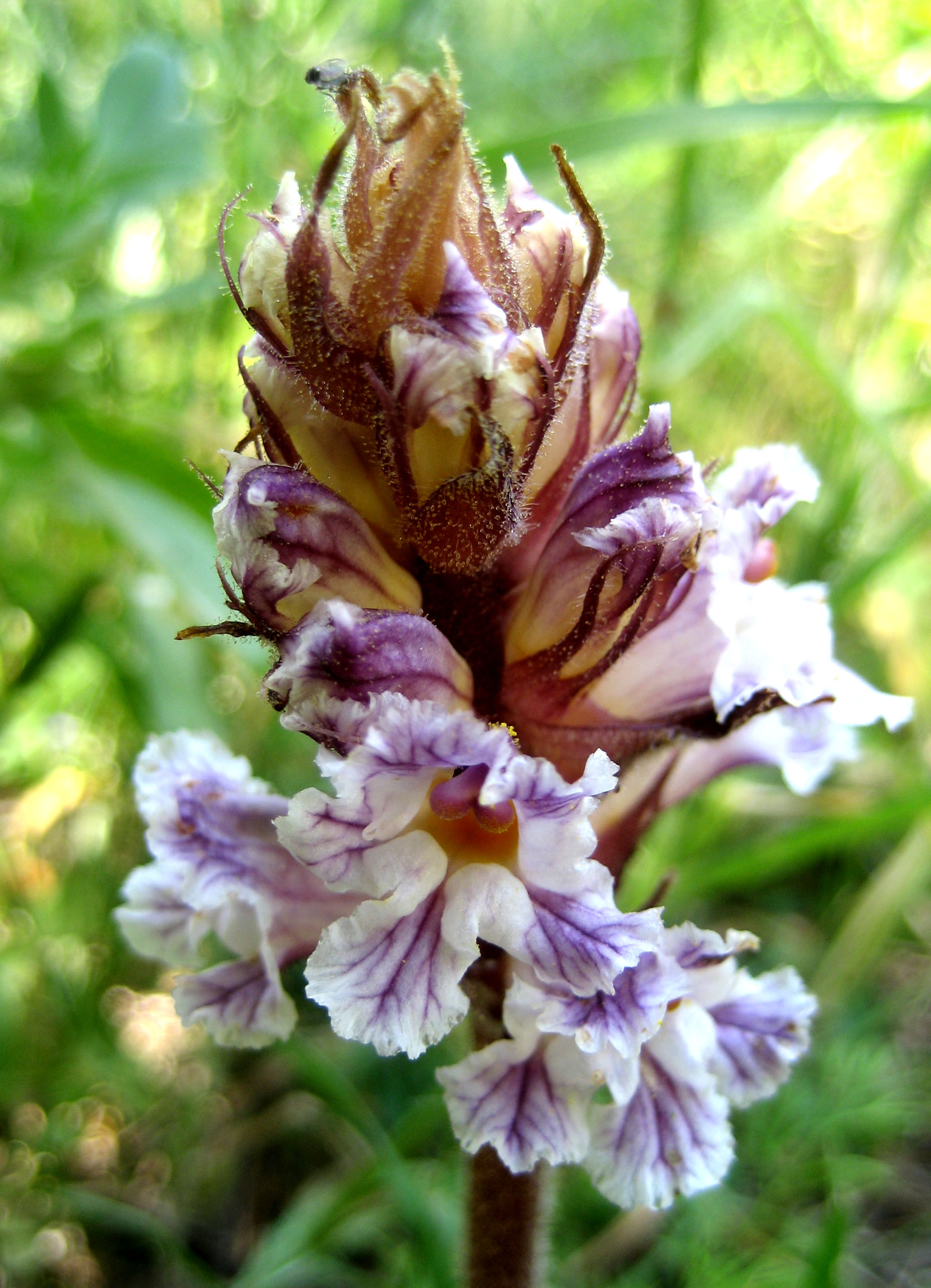
Orobanche crenata
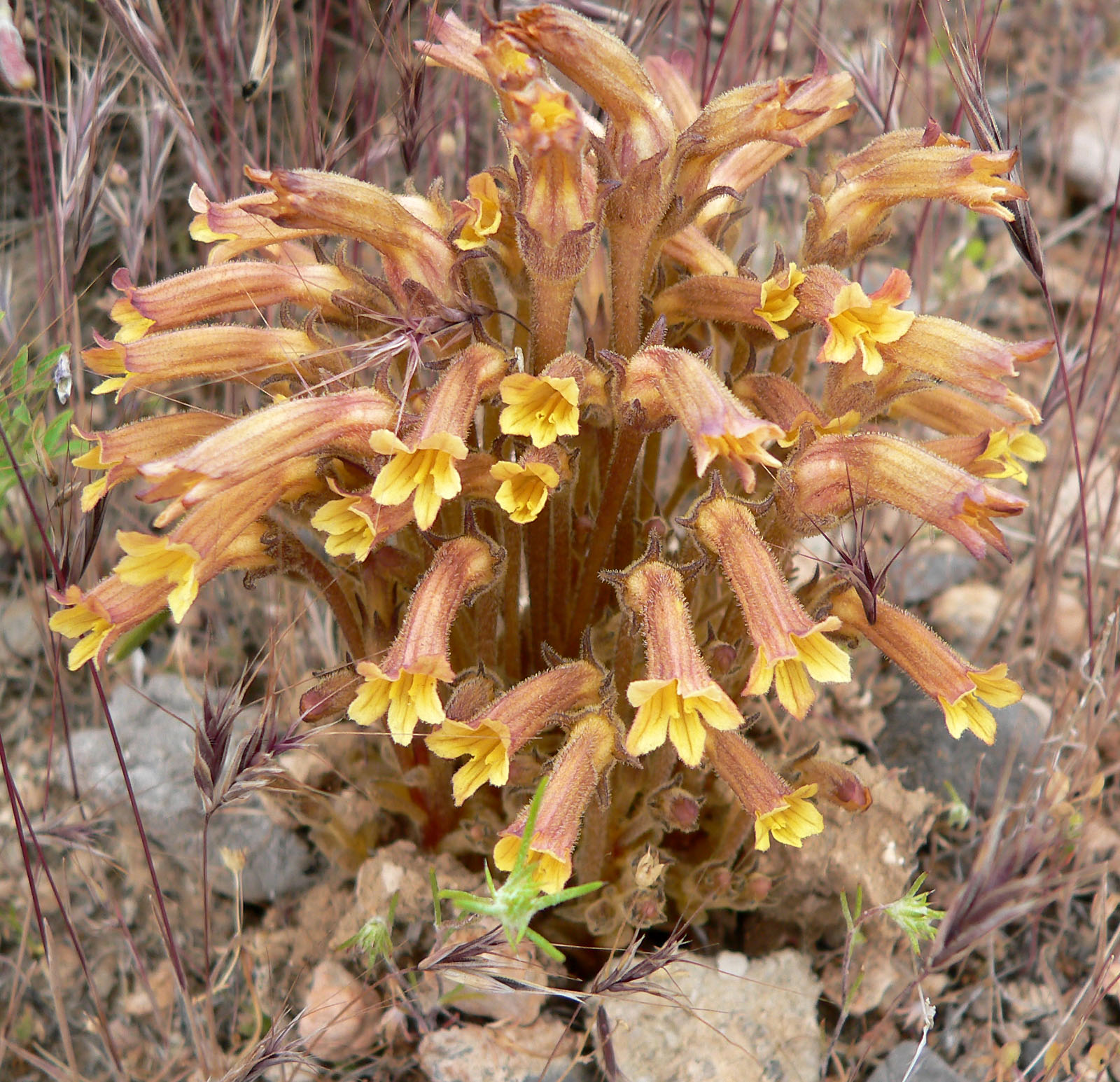
Orobanche fasciculata
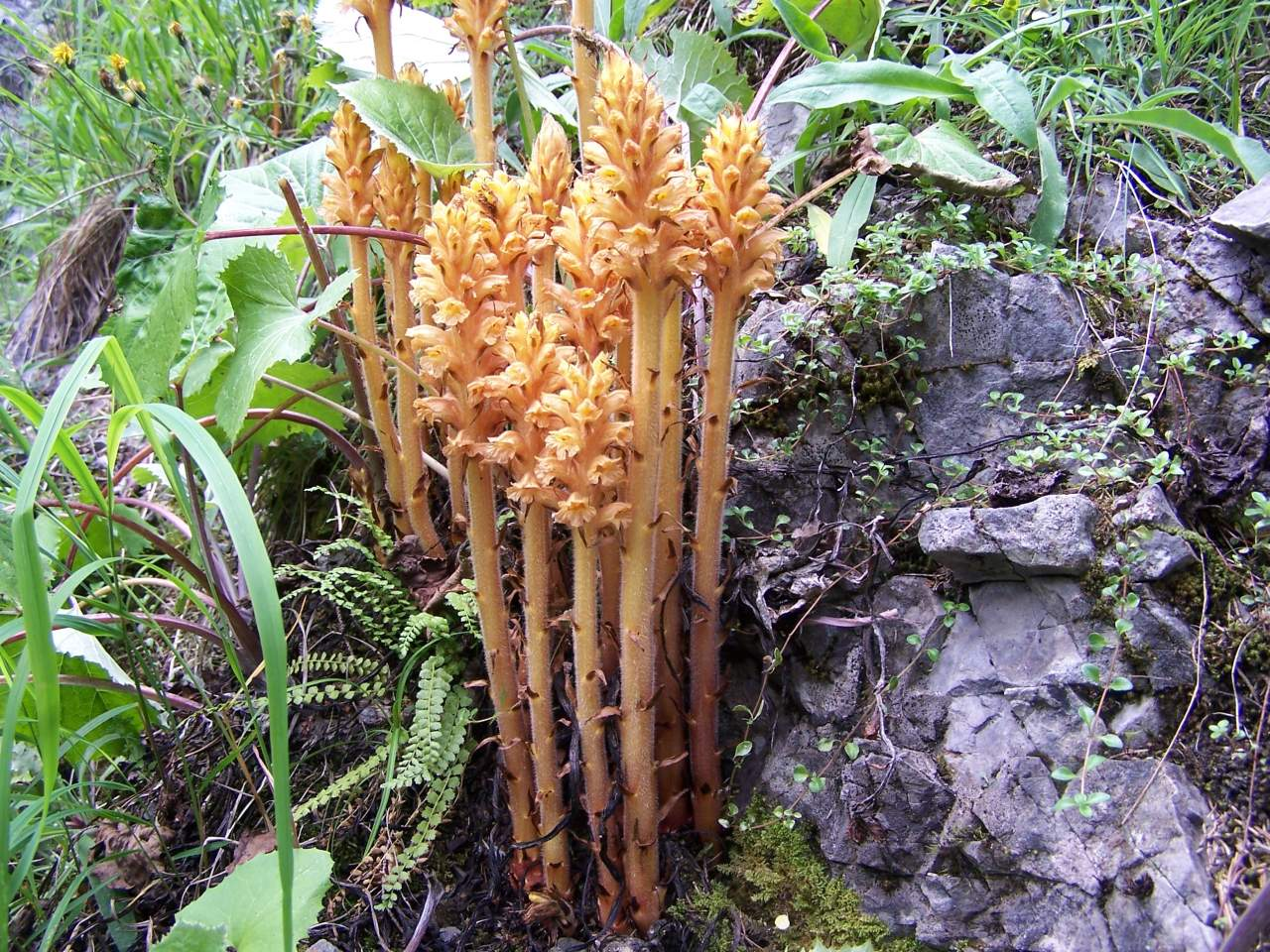
Orobanche flava
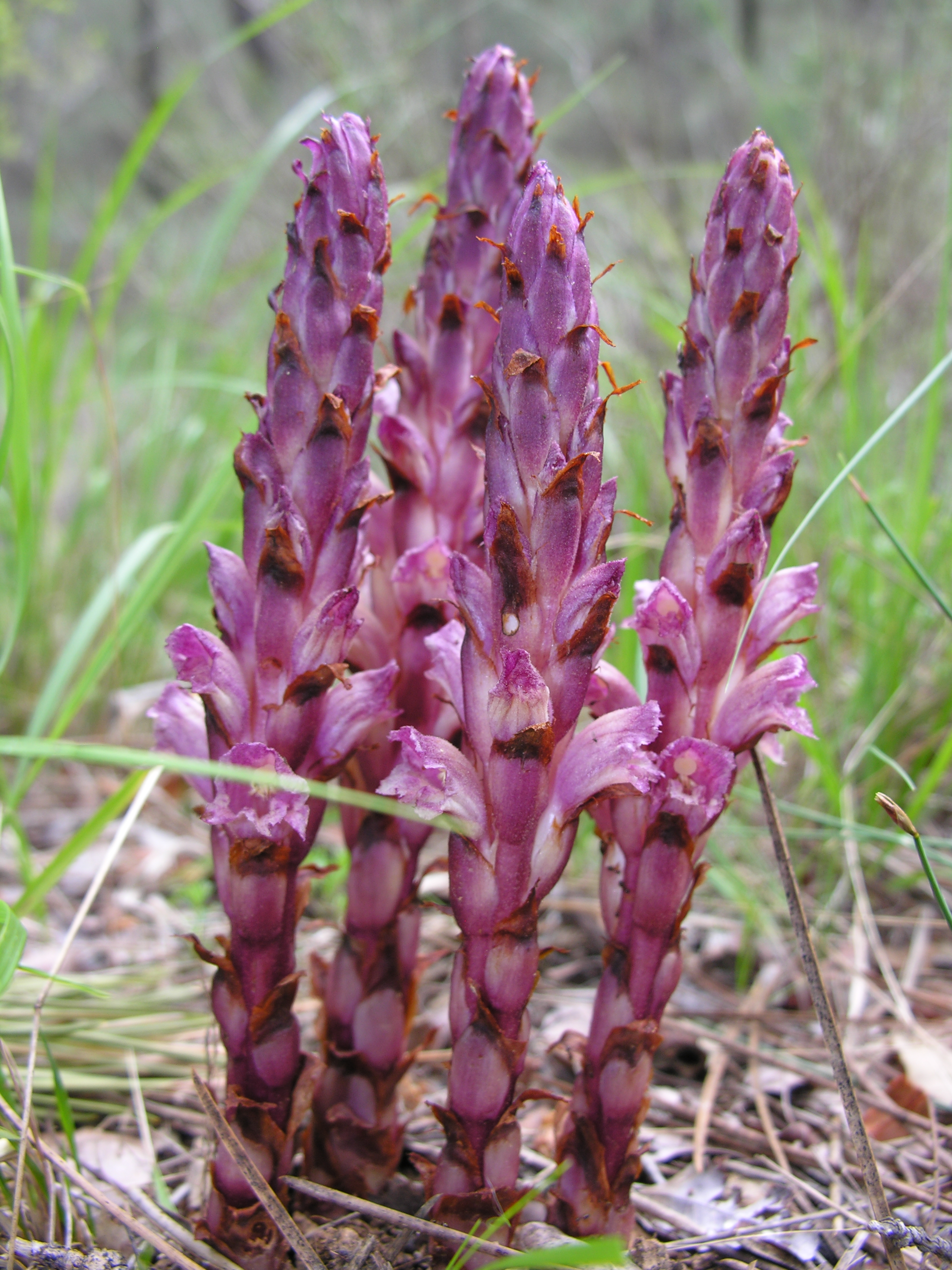
Orobanche haenseleri
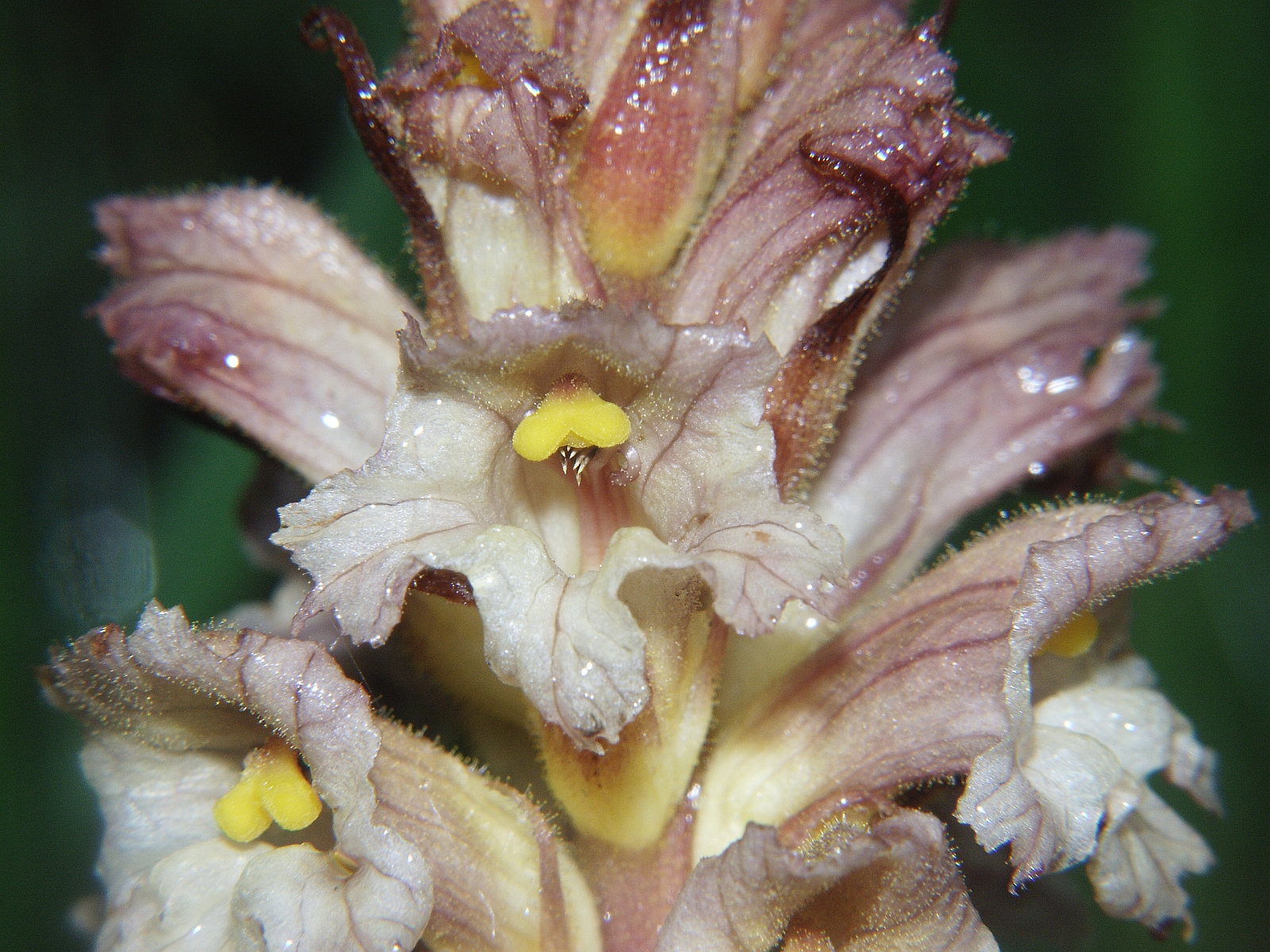
Orobanche lutea
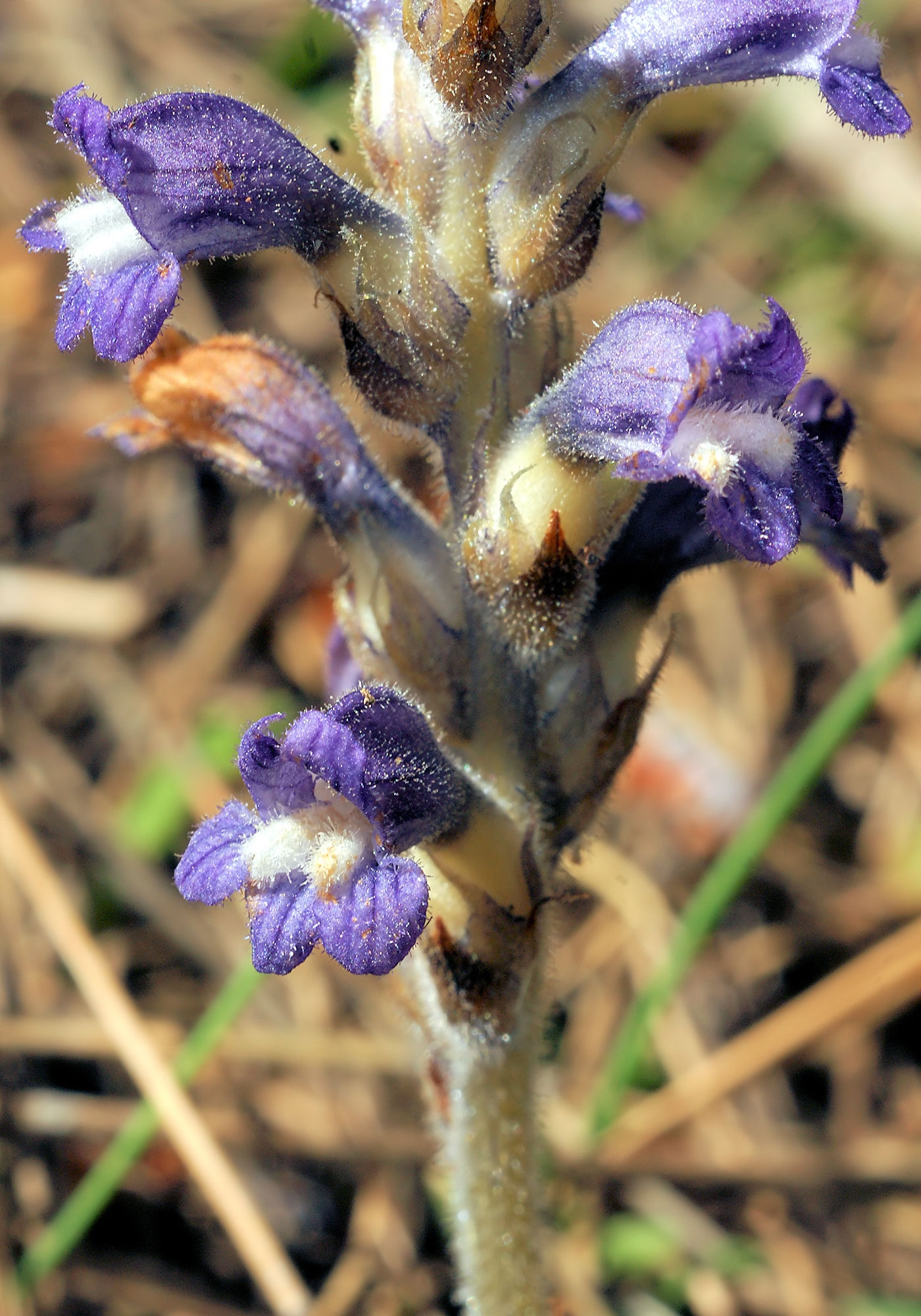
Orobanche mutelii
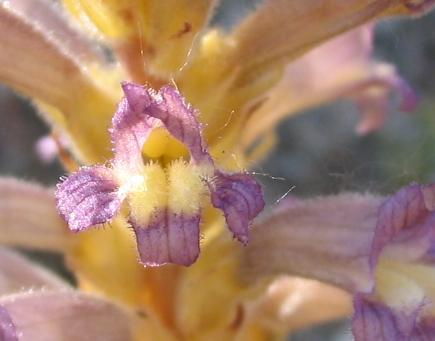
Orobanche ramosa
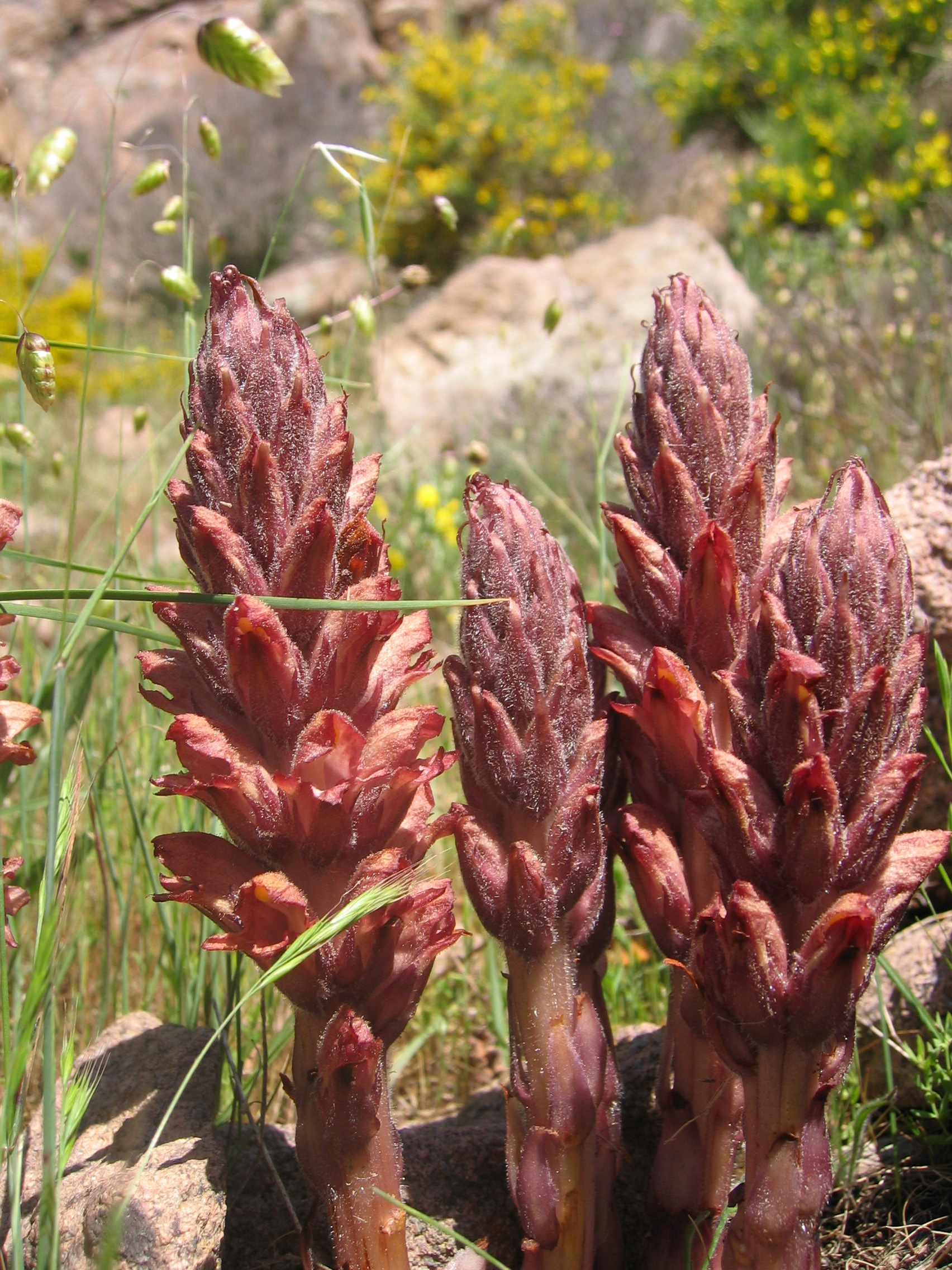
Orobanche rapum-genistae
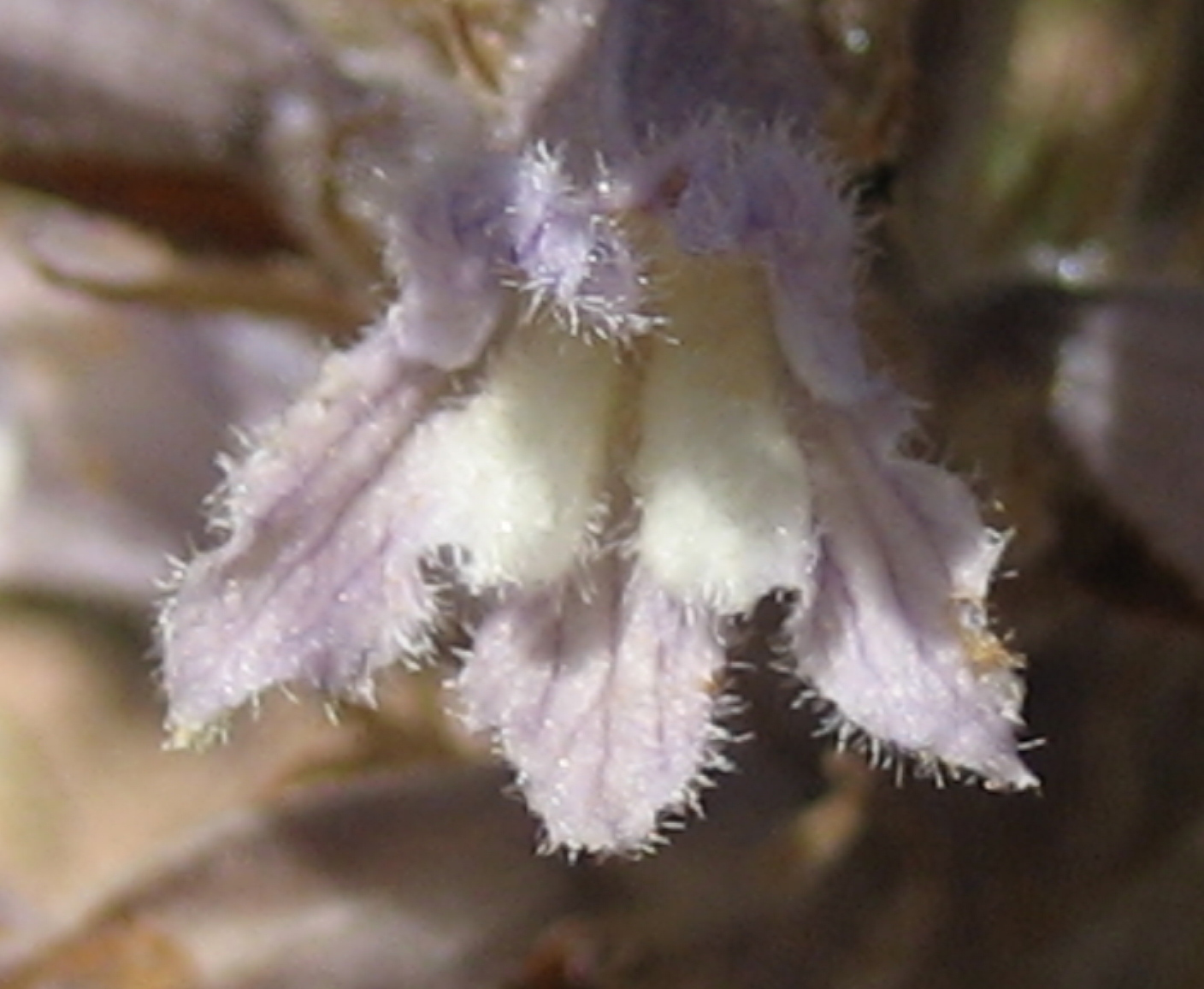
Orobanche schultzii
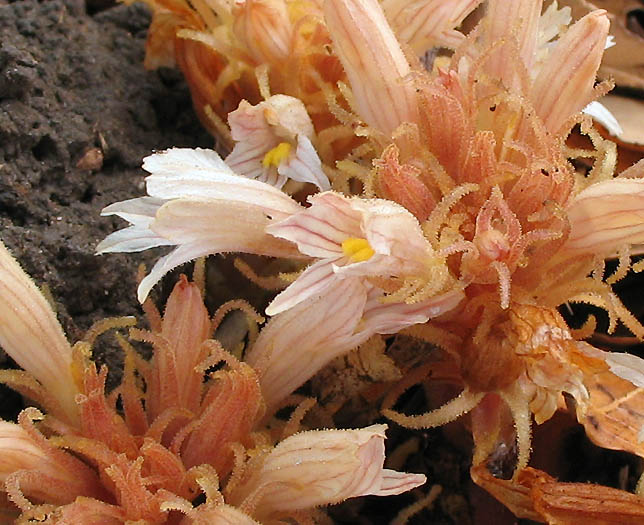
Orobanche vallicola